# Echternach
Echternach (luxemburgisch Iechternach, Eechternoach) ist eine Stadt und eine Gemeinde im Großherzogtum Luxemburg und Hauptort des gleichnamigen Kantons.
Echternach liegt an der Sauer, die hier gleichzeitig die Grenze zu Deutschland bildet. Nachbargemeinden sind im Norden Berdorf, im Westen Consdorf, im Süden Bech und Rosport sowie im Nordosten die deutsche Gemeinde Echternacherbrück.
Echternach ist die älteste Stadt Luxemburgs und Hauptort der touristisch attraktiven Kleinen Luxemburger Schweiz (fr.: Petite Suisse luxembourgeoise). Im Süden von Echternach liegt der Echternacher See.
Die Stadt ist vor allem durch die jährlich am Pfingstdienstag stattfindende Echternacher Springprozession zu Ehren des in der Basilika bestatteten heiligen Willibrord bekannt, zu der zehntausende Teilnehmer und Zuschauer aus dem In- und Ausland nach Echternach kommen.

## Wappen
Das Wappen der Stadt Echternach ist identisch mit dem Wappen der Reichsabtei Echternach und zeigt, wie fast alle reichsunmittelbaren Territorien im Heiligen Römischen Reich Deutscher Nation, den Reichsadler des Heiligen Römischen Reiches Deutscher Nation.

## Geschichte

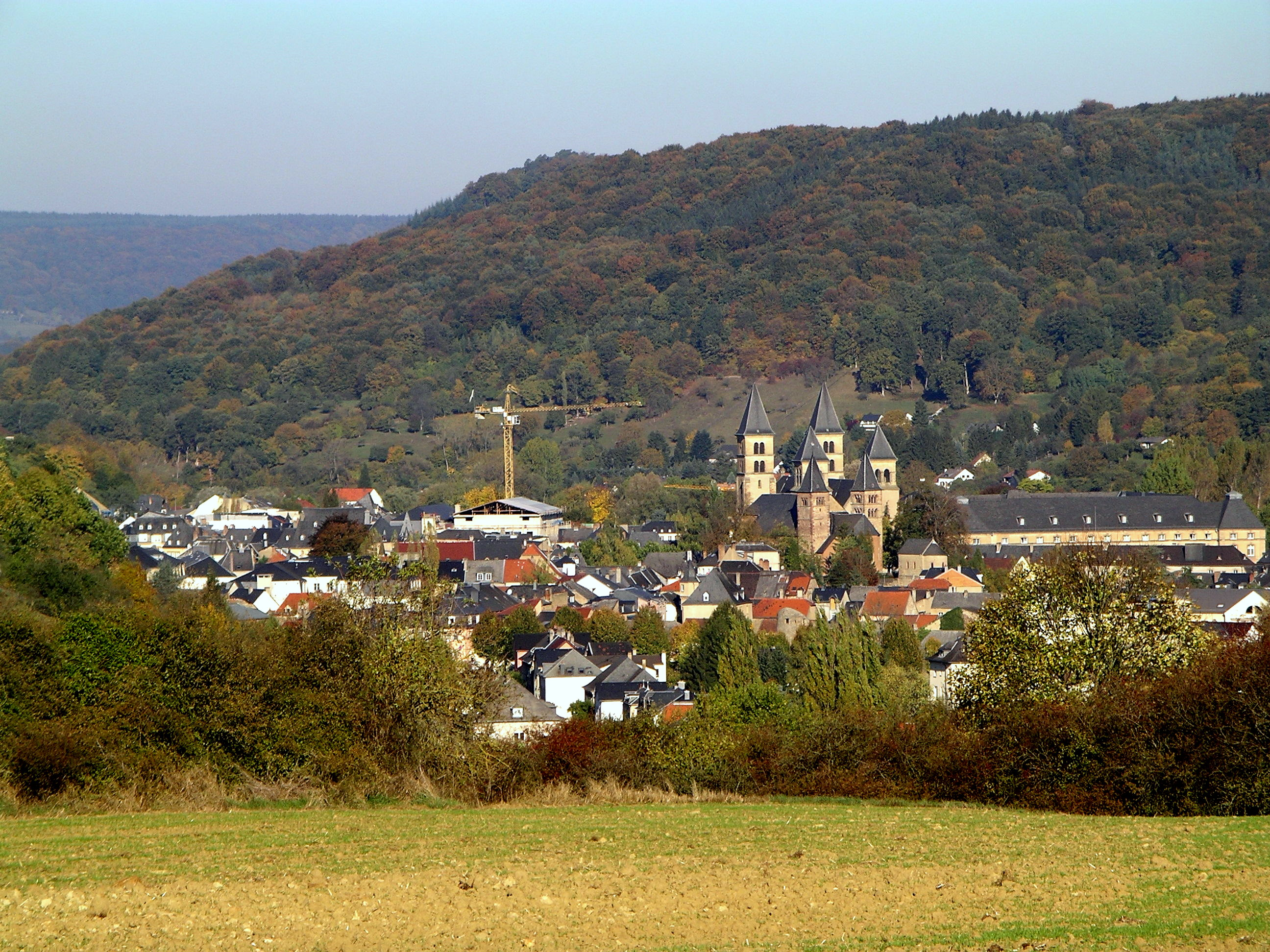
Ansicht aus der Ferne

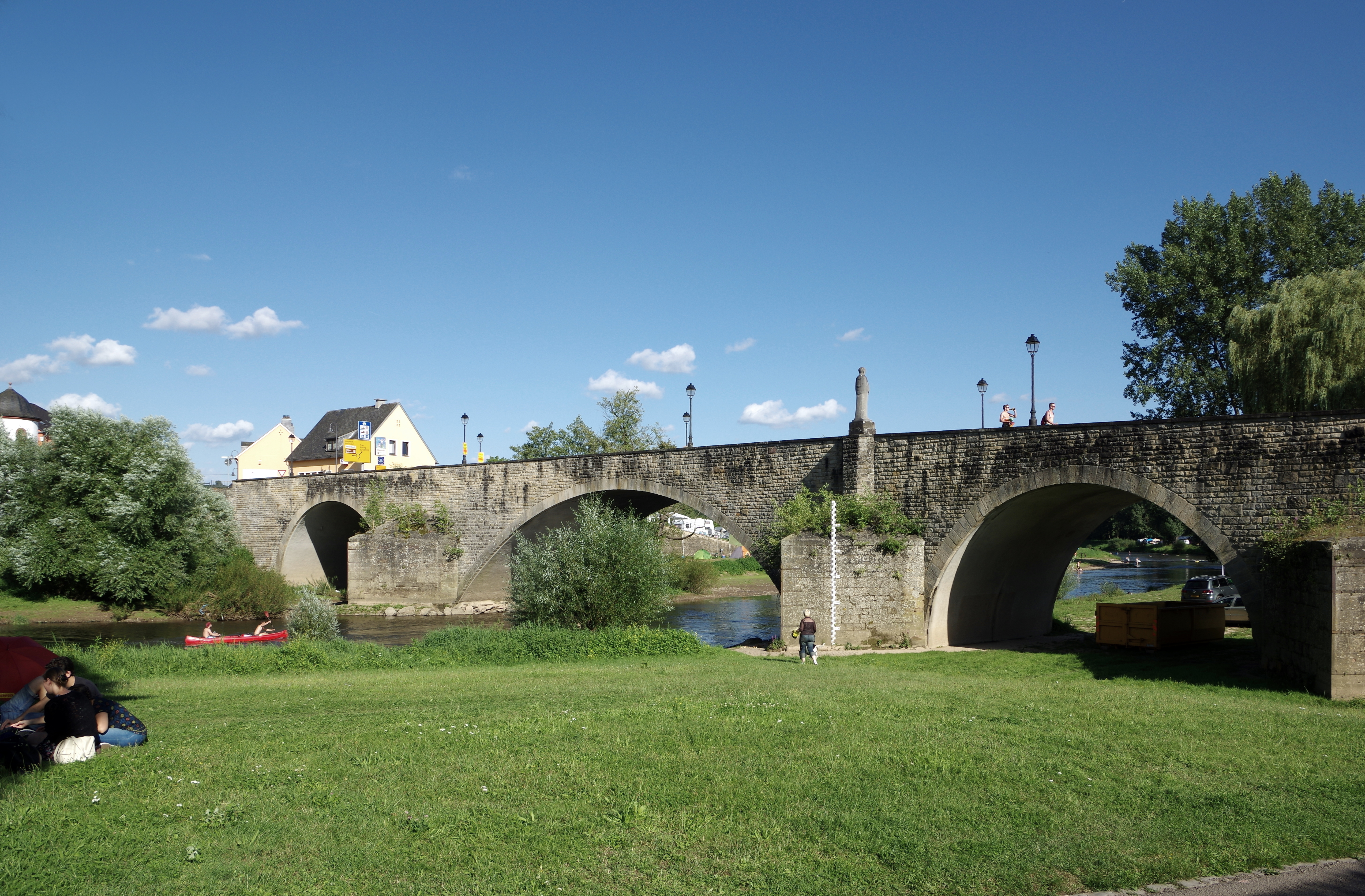
Alte Sauerbrücke

In römischer Zeit bestand in Echternach eine große, repräsentative Villa rustica, wohl Mittelpunkt eines großen Landgutes. Inwieweit dieser große römische Komplex Grundlage der frühmittelalterlichen Entwicklung ist, wird in der Forschung zunehmend diskutiert. Gegründet vom heiligen Willibrord im Jahre 698 auf geschenktem Grund der Irmina von Oeren, ist Echternach mit seiner Abtei und der Basilika die älteste Stadt in Luxemburg. Die ehemalige Reichsabtei Echternach ist berühmt für die im Mittelalter florierende Buchmalerei. Zu den bekanntesten Werken zählen das Goldene Evangeliar von Echternach (lat. Codex Aureus Epternacensis, 11. Jahrhundert; heute Germanisches Nationalmuseum Nürnberg) und das Goldene Evangelienbuch Heinrichs III. (lat. Codex Aureus Spirensis oder Codex Aureus Escorialiensis, Speyerer Evangeliar; heute El Escorial, Madrid).
Im Jahre 1236 erhielt Echternach das Stadtrecht. Die Befestigung, die in einer primitiven Form ins 10. Jahrhundert zurückgehen soll und im 13. Jahrhundert ausgebaut wurde, war mit 20 Schalentürmen, 4 Stadttoren und einer 2000 m langen Mauer versehen. Ein Großteil der Anlage wurde erst im 19. Jahrhundert zerstört. Die noch erhaltenen Türme wurden 1813 versteigert und zu Wohnzwecken ausgebaut.
In der Sichtachse zur Basilika erhebt sich eines der ältesten Wahrzeichen der Stadt, das markante Gebäude eines ehemaligen Gerichtshauses („Dingstuhl“ oder „Dënzelt“). 1236 wurde es erbaut, 1374 von dem seinerzeitigen Abt aufgekauft und 1444 durch Feuer zerstört. Danach erfuhr das Gebäude etliche Umbauten: 1520 im Renaissancestil, im 18. Jahrhundert Barock, 1895 im neogotischen Stil. Die Statuen an der Fassade sind Arbeiten des Aachener Bildhauers Lambert Piedboeuf aus dem Jahr 1896. Sie stellen die Kardinaltugenden, die Jungfrau Maria, König Salomon und Abt Robert von Monreal († 1539) dar.
Der Prälatengarten (auch Orangerie genannt) wurde nach 1731 von Abt Gregorius Schouppe nach französischen Vorbildern auf dem Gelände der ehemaligen Stadtmauer angelegt. Die Orangerie, für die Überwinterung exotischer Pflanzen errichtet, konnte 1736, wahrscheinlich nach den Plänen von Leopold Durand, fertiggestellt werden. Die Statuen an der Fassade stellen die vier Jahreszeiten dar. Die Skulpturen sollen aus dem Umkreis des Würzburger Bildhauers Ferdinand Tietz stammen.
Die Abtei und die Orangerie dienen heute als Gymnasium.
Im Oktober 1886 erhielt Echternach als erste Stadt Luxemburgs und als eine der ersten Städte Europas eine öffentliche und private elektrische Beleuchtung. Initiator und Betreiber der Anlage war der Erfinder Henri Tudor, dessen Bleiakkumulatoren den Strom (Gleichstrom) lieferten. Außerdem fand in Echternach im Jahre 1896 die erste Filmprojektion in Luxemburg statt. Gegenüber dem ehemaligen Hôtel du Cerf befindet sich heute noch ein von Freiwilligen geführtes Kino.

### Einwohnerentwicklung
| Echternach: Einwohnerzahlen von 1821 bis 2024                                     | Echternach: Einwohnerzahlen von 1821 bis 2024 | Echternach: Einwohnerzahlen von 1821 bis 2024 | Echternach: Einwohnerzahlen von 1821 bis 2024 | Echternach: Einwohnerzahlen von 1821 bis 2024 |
| --------------------------------------------------------------------------------- | --------------------------------------------- | --------------------------------------------- | --------------------------------------------- | --------------------------------------------- |
| Jahr                                                                              |                                               |                                               |                                               | Einwohner                                     |
| 1821                                                                              | 1821                                          |                                               | 3.251                                         | 3.251                                         |
| 1871                                                                              | 1871                                          |                                               | 3.822                                         | 3.822                                         |
| 1910                                                                              | 1910                                          |                                               | 3.527                                         | 3.527                                         |
| 1922                                                                              | 1922                                          |                                               | 3.202                                         | 3.202                                         |
| 1935                                                                              | 1935                                          |                                               | 3.280                                         | 3.280                                         |
| 1947                                                                              | 1947                                          |                                               | 3.141                                         | 3.141                                         |
| 1960                                                                              | 1960                                          |                                               | 3.389                                         | 3.389                                         |
| 1970                                                                              | 1970                                          |                                               | 3.792                                         | 3.792                                         |
| 1981                                                                              | 1981                                          |                                               | 4.149                                         | 4.149                                         |
| 1991                                                                              | 1991                                          |                                               | 4.216                                         | 4.216                                         |
| 2001                                                                              | 2001                                          |                                               | 4.610                                         | 4.610                                         |
| 2011                                                                              | 2011                                          |                                               | 4.960                                         | 4.960                                         |
| 2021                                                                              | 2021                                          |                                               | 5.650                                         | 5.650                                         |
| 2024                                                                              | 2024                                          |                                               | 5.869                                         | 5.869                                         |
| Quelle(n): Institut national de la statistique et des études économiques (STATEC) |                                               |                                               |                                               |                                               |

## Politik
Die Gemeinde Echternach wird von einer Koalition aus der liberalen DP und der sozialistischen LSAP regiert.
Zur Kommunalwahl im Juni 2023 kandidierten vier Parteilisten, wovon alle vier den Einzug in den Gemeinderat schafften.
| Partei                                             | Sitze: 11 | Stimmenanteil | Stimmenanteil |
| -------------------------------------------------- | --------- | ------------- | --- |
| Demokratesch Partei (DP)                           | 3         | 31,46 %       | Gemeinderatswahl Echternach 2023 %403020100 31,46 (+10,82)25,83 (−3,92)25,23 (−1,14)17,49 (−5,75) DPCSVLSAPGréng20182023 |
| Chrëschtlech-Sozial Vollekspartei (CSV)            | 3         | 25,83 %       | Gemeinderatswahl Echternach 2023 %403020100 31,46 (+10,82)25,83 (−3,92)25,23 (−1,14)17,49 (−5,75) DPCSVLSAPGréng20182023 |
| Lëtzebeurger Sozialistesch Aarbechterpartei (LSAP) | 3         | 25,23 %       | Gemeinderatswahl Echternach 2023 %403020100 31,46 (+10,82)25,83 (−3,92)25,23 (−1,14)17,49 (−5,75) DPCSVLSAPGréng20182023 |
| Déi Gréng                                          | 2         | 17,49 %       | Gemeinderatswahl Echternach 2023 %403020100 31,46 (+10,82)25,83 (−3,92)25,23 (−1,14)17,49 (−5,75) DPCSVLSAPGréng20182023 |

## Kultur und Sehenswürdigkeiten
Sankt-Willibrordus-Basilika (siehe Geschichte)
Im Inneren der Basilika befindet sich das Dokumentationszentrum zur Springprozession. Dort geben Tafeln Auskunft über die Geschichte und den Verlauf der Springprozession. Ein Dokumentarfilm veranschaulicht die Prozession durch Bilder und Musik. Das große Wandbild mit der Darstellung der Prozession wurde vom Maler Lucien Simon im Auftrag der Luxemburgischen Regierung für die Weltausstellung 1937 in Paris gemalt.
Das Abteimuseum
Das Abteimuseum stellt Faksimiles der schönsten Handschriften aus, die in Echternach hergestellt wurden und bietet einen Überblick über das Leben und Werk des Heiligen Willibrord.
Peter-und-Paul-Kirche
Mit ihren merowingischen, romanischen und gotischen Stilelementen ist diese auf einem ehemaligen römischen Kastell gebaute Kirche einen Besuch wert. Interessant ist der römische Springbrunnen in der Kirche.
Hihof – Museum für Vorgeschichte & Echternacher Porzellan
Gezeigt wird die Evolution und Tätigkeit der Menschen anhand von Werkzeugen und Waffen während eines Zeitraums von mehr als einer Million Jahren. Außerdem eine Sammlung von Echternacher Porzellan aus dem 19. Jh.
Römische Villa
Das moderne Besucherzentrum vermittelt ein anschauliches und lebendiges Bild des Alltags im Herrenhaus einer der größten römischen Villenanlagen nördlich der Alpen. Inszenierungen mit lebensgroßen Figuren sowie Modelle liefern Einblick in das luxuriöse Hausinnere.
TRIFOLION Echternach
Das moderne Konzert-, Tagungs- und Seminarhaus bietet ein reichhaltiges Kultur- und Kongressprogramm.
Kulturrundweg "Via Epternacensis"
Sehenswürdigkeiten und Museen sind beim Kulturrundweg in 15 Etappen durch Echternach und entlang der früheren Ringmauer zu entdecken. Das Rathaus (Denzelt) am Marktplatz stellt ein bedeutendes historisches Denkmal aus dem 15. Jh. dar. Rokoko-Pavillon (18. Jh.) im Stadtpark, Orangerie, ein Klostergarten, Vorwerk aus der Diadochenzeit und der merowingischen Epoche auf der Anhöhe der St. Peter-und-Paul Kirche. Sie war lange Zeit Pfarrkirche und ist eines der ältesten Heiligtümer des Landes.
Der Folder ist erhältlich bei der Tourist-Info.

### St.-Willibrord-Basilika

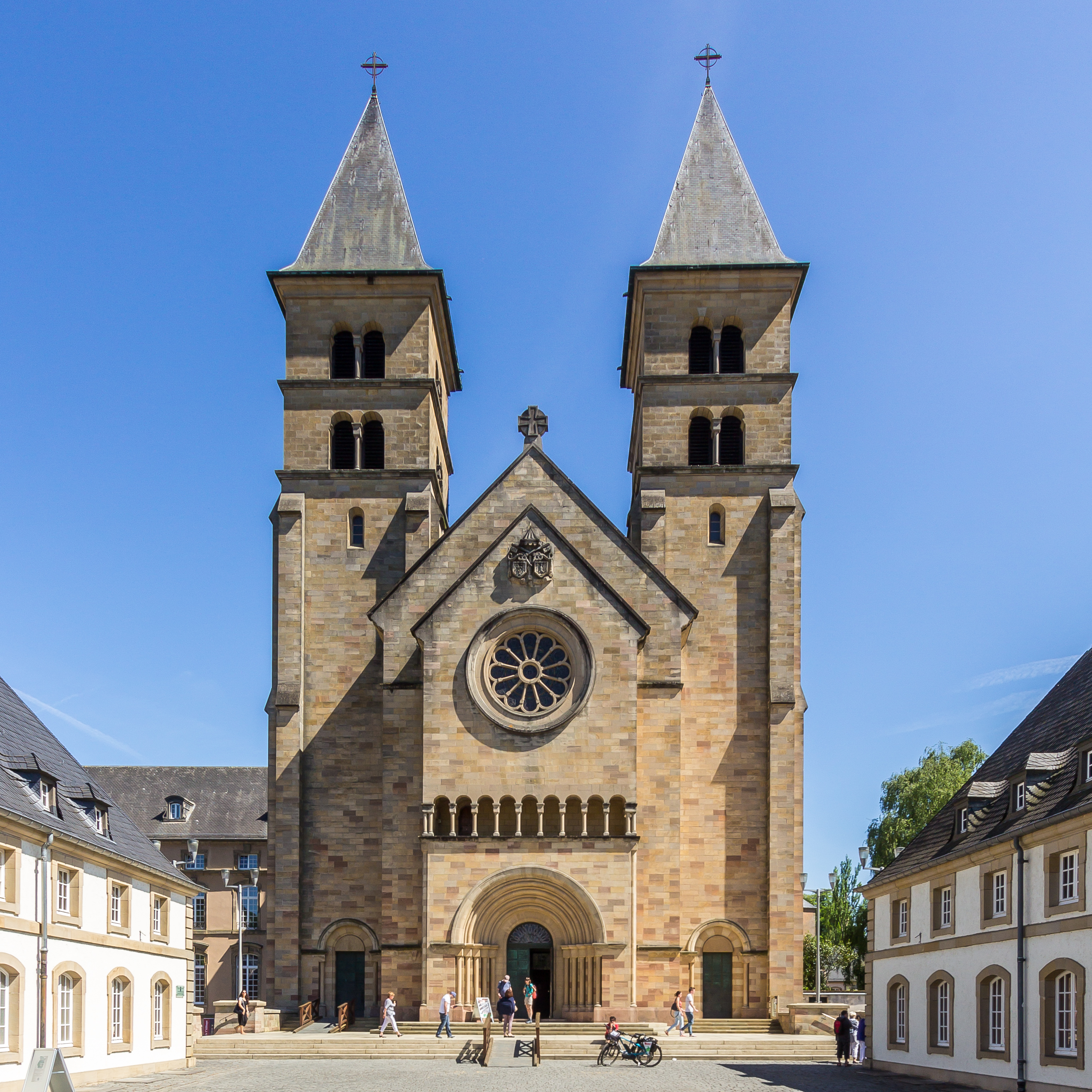
Basilika Echternach
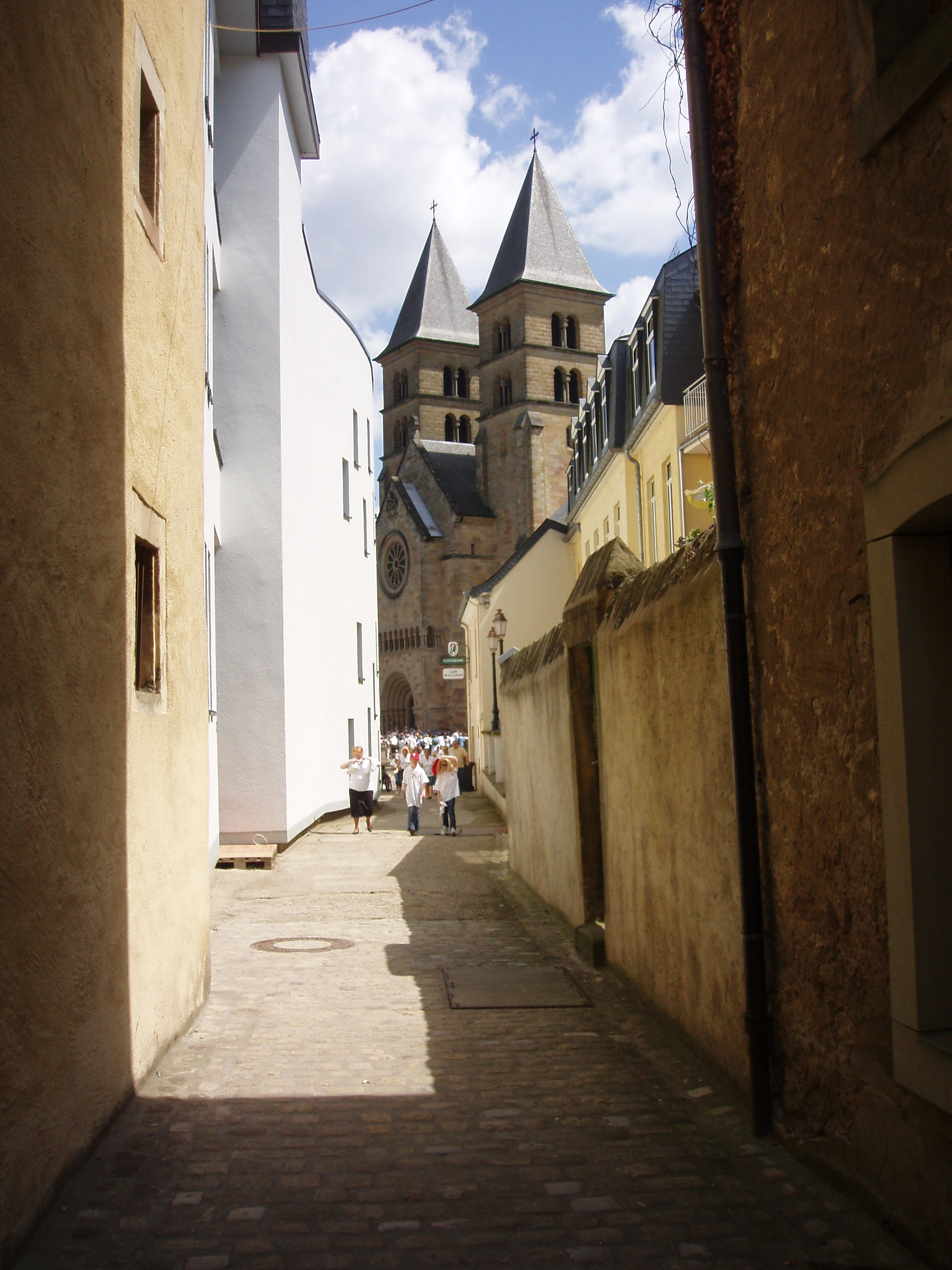
Blick zur Basilika
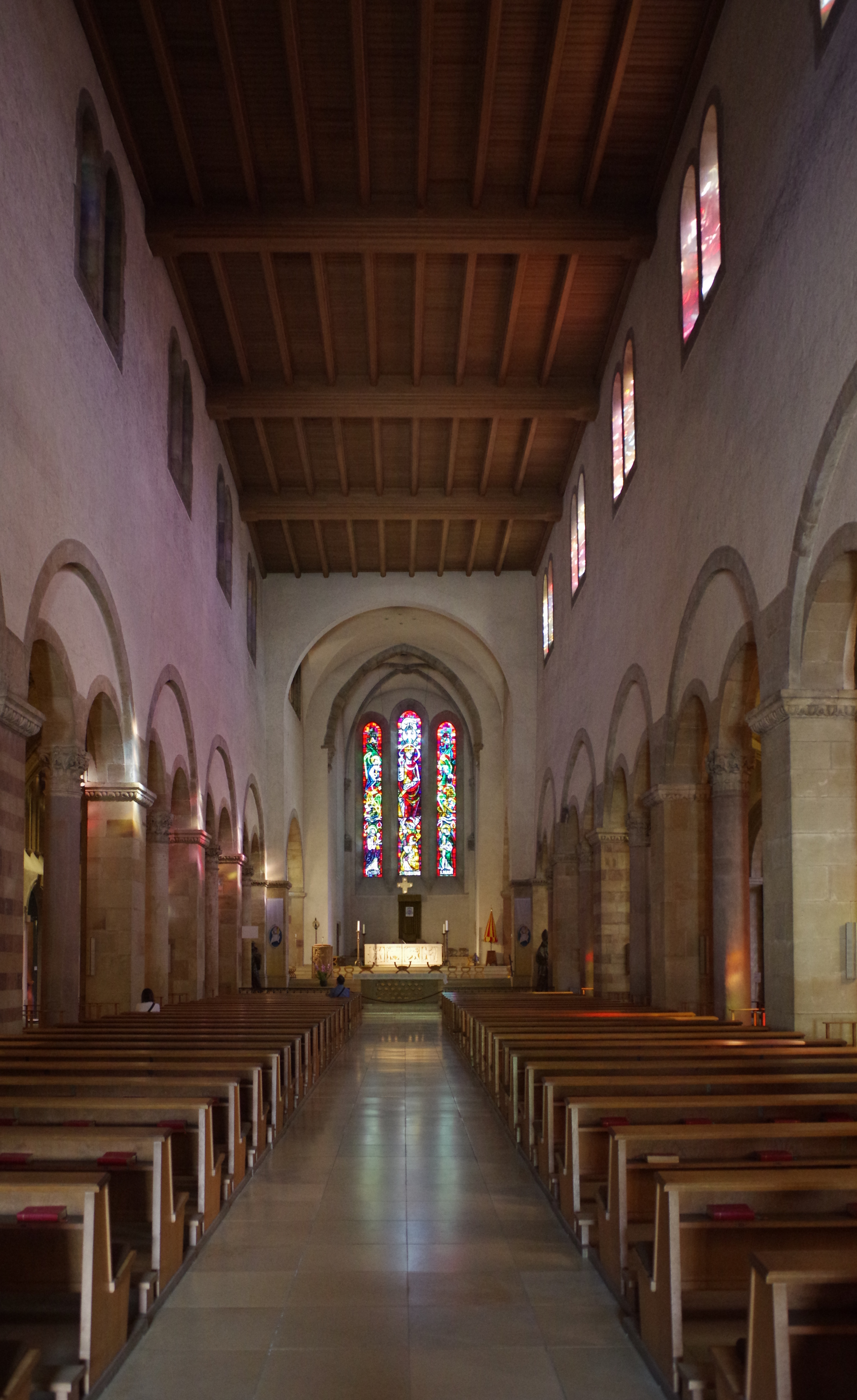
Kirchenschiff
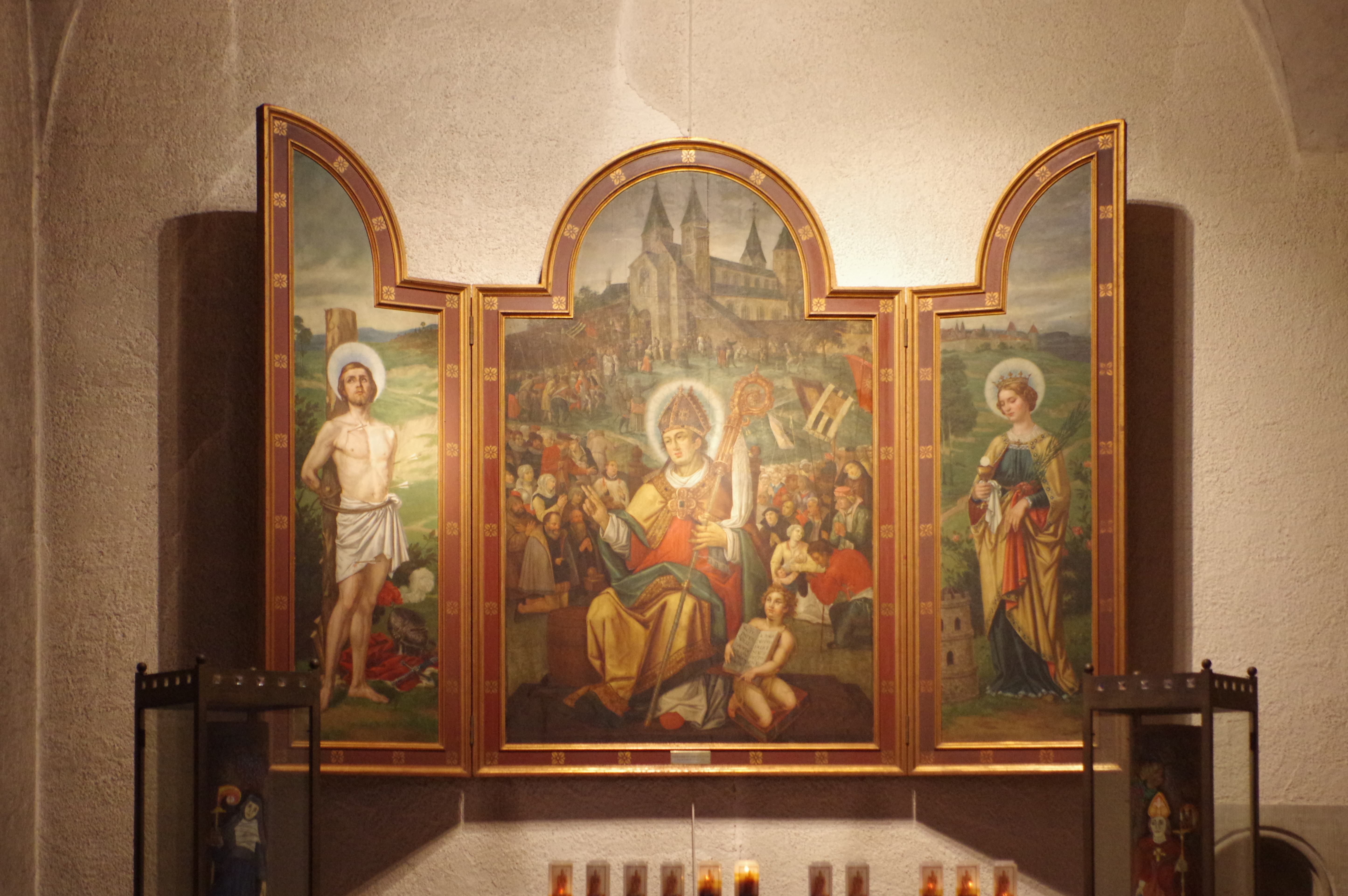
Willibrord-Flügelaltarbild in der Basilika
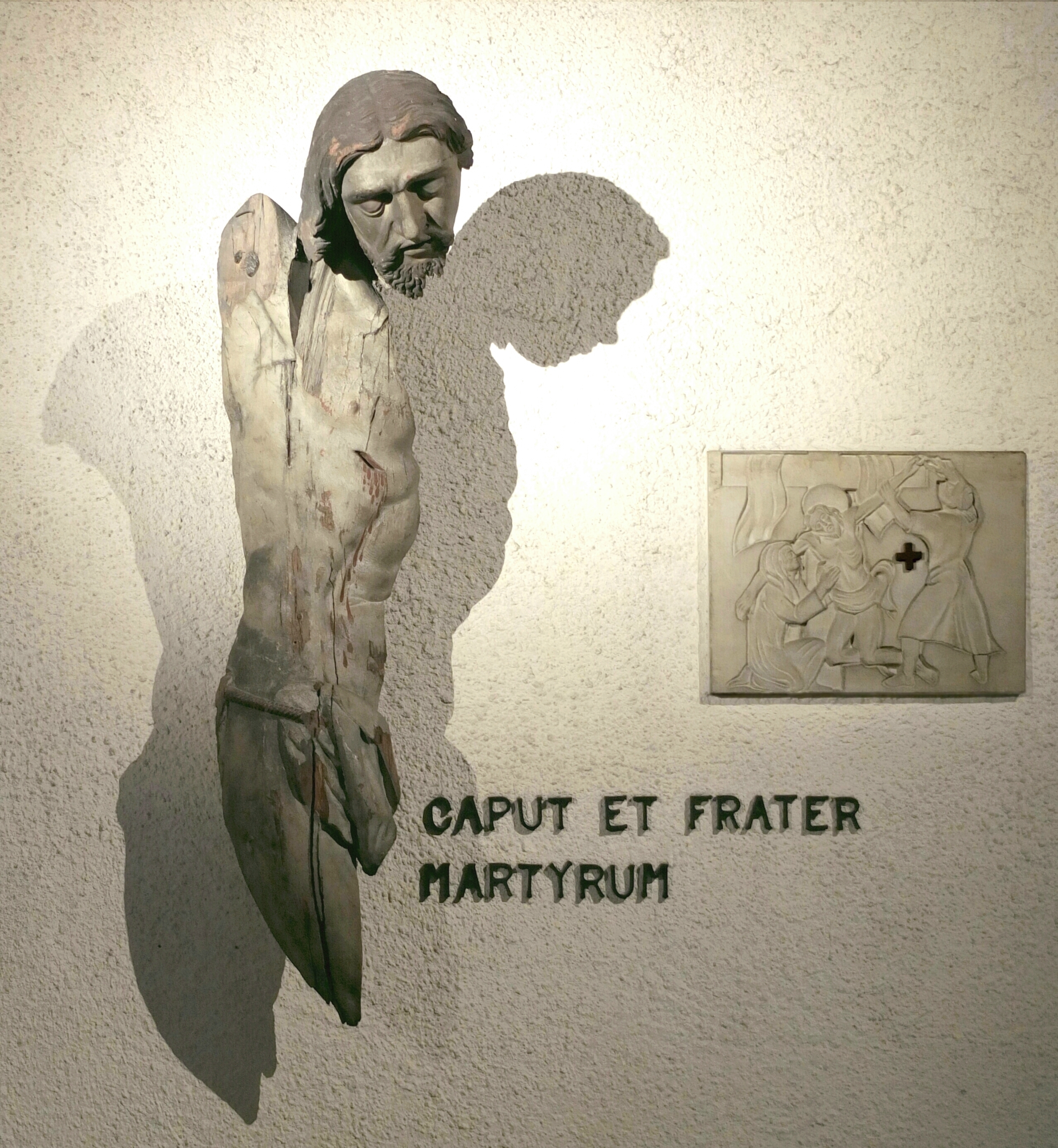
Christus-Torso in der Basilika
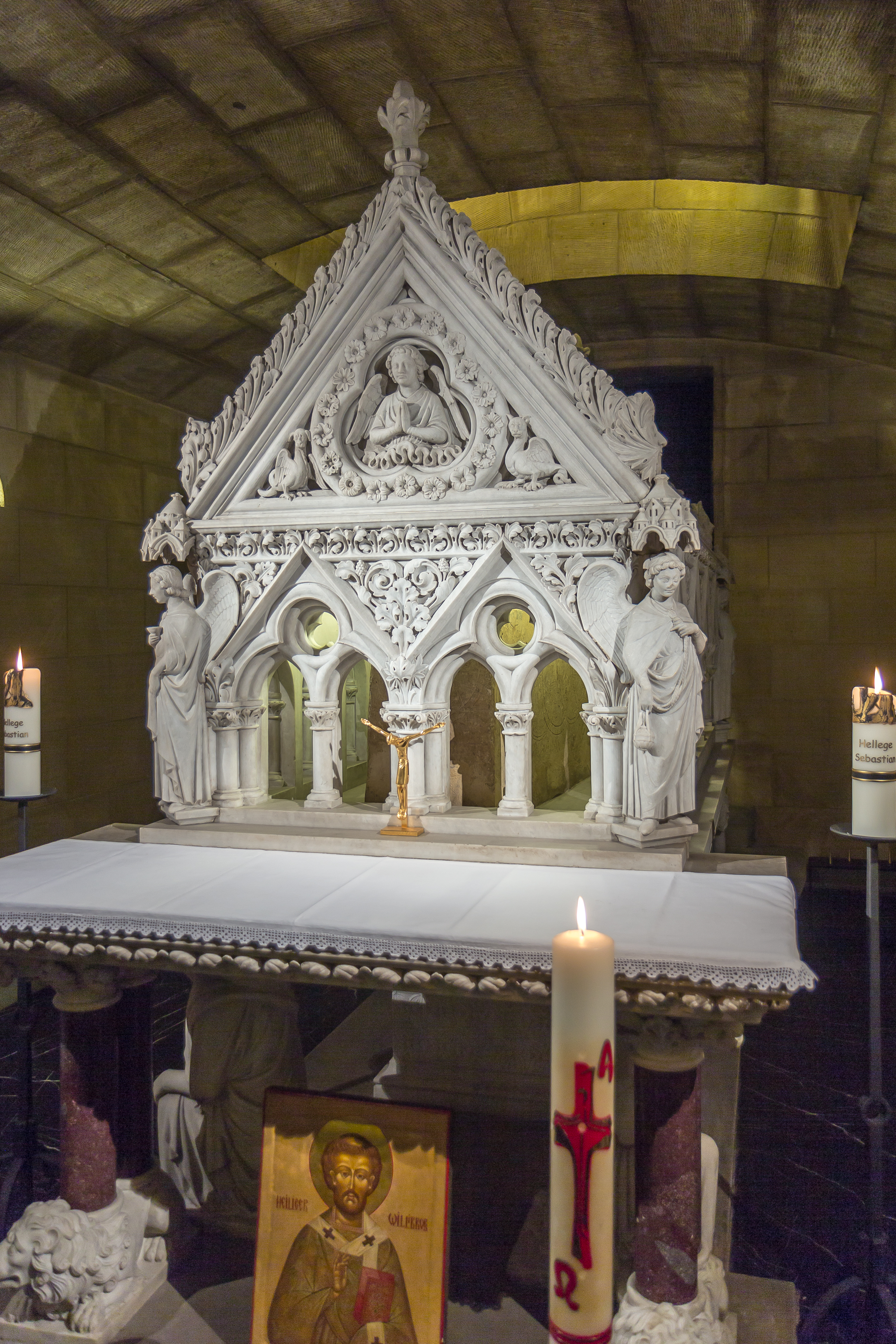
Grab Willibrords in der Krypta der Basilika
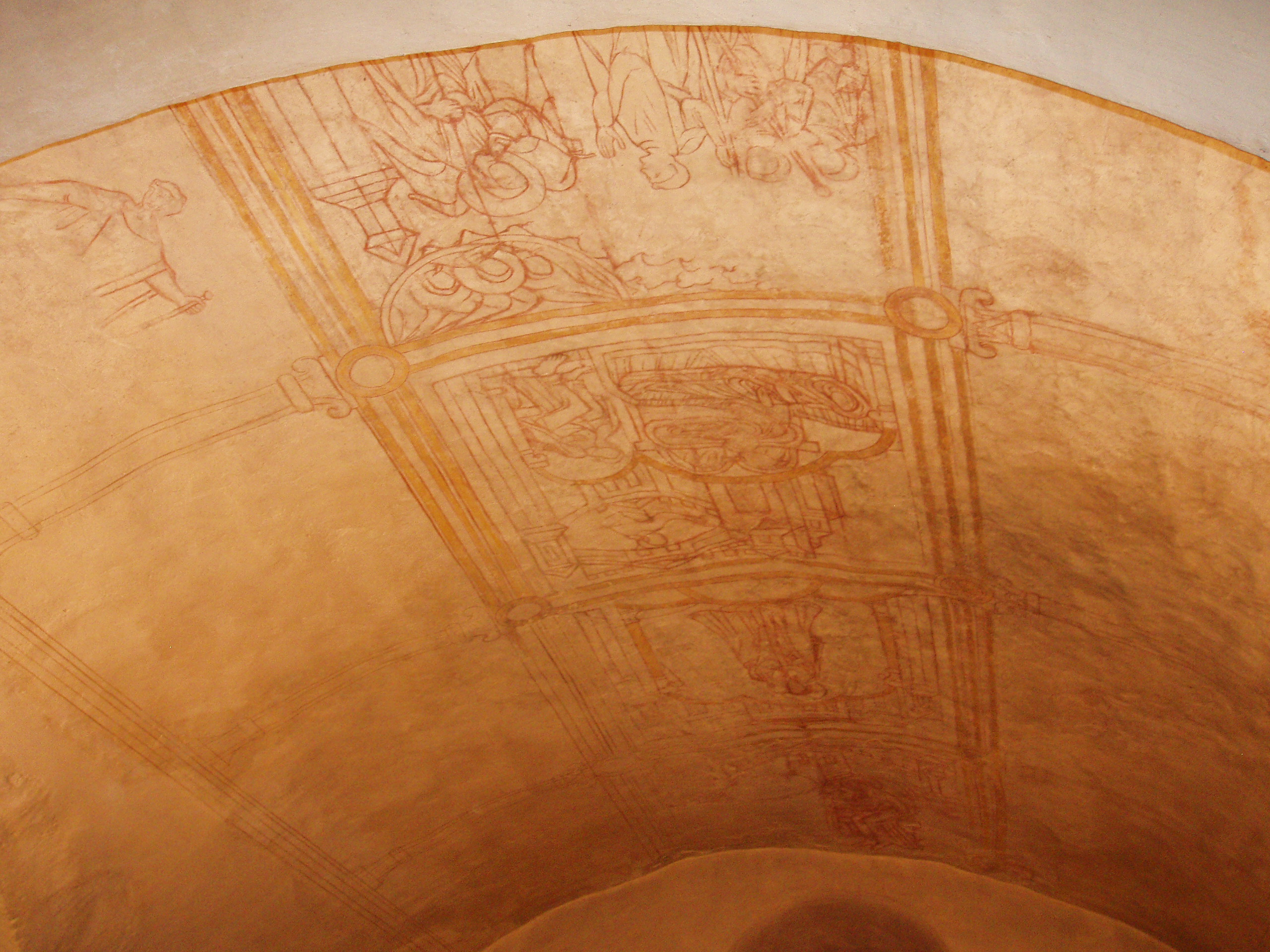
Deckenbilder in der Krypta
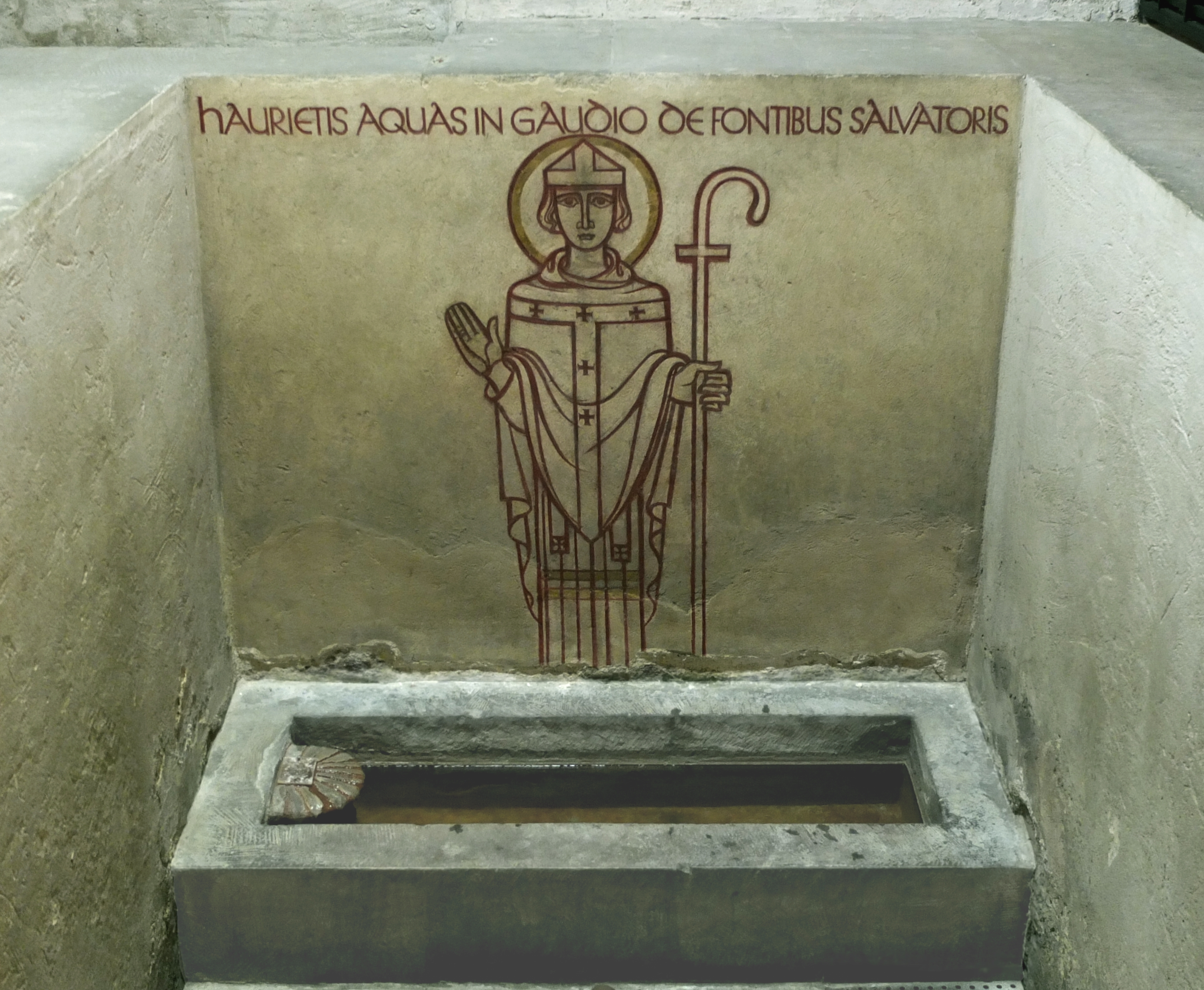
St.-Willibrord-Quelle in der Krypta
Statue des heiligen Willibrord in der Basilika

### Abtei und Innenstadt

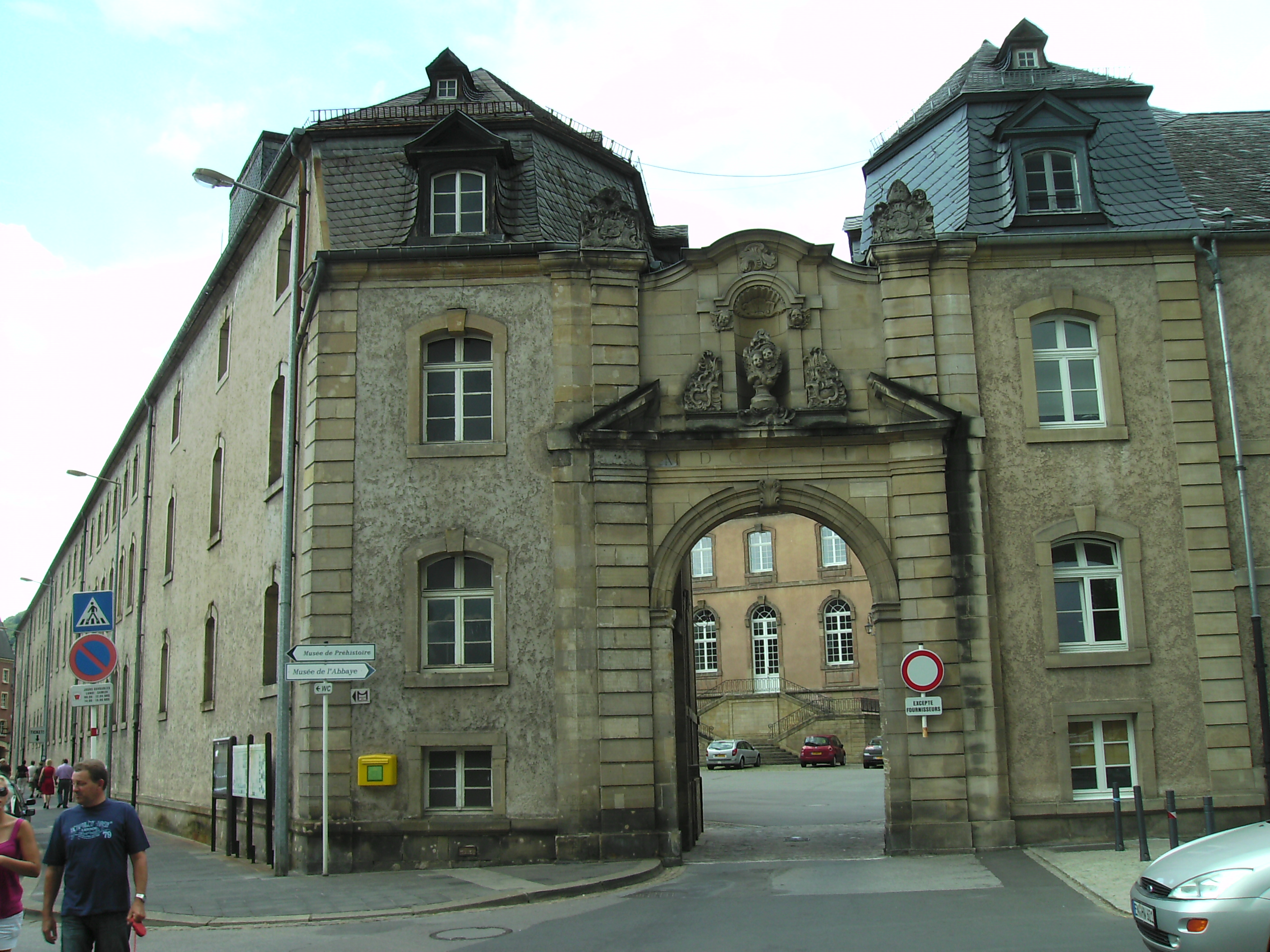
Eingangsportal zur Abtei
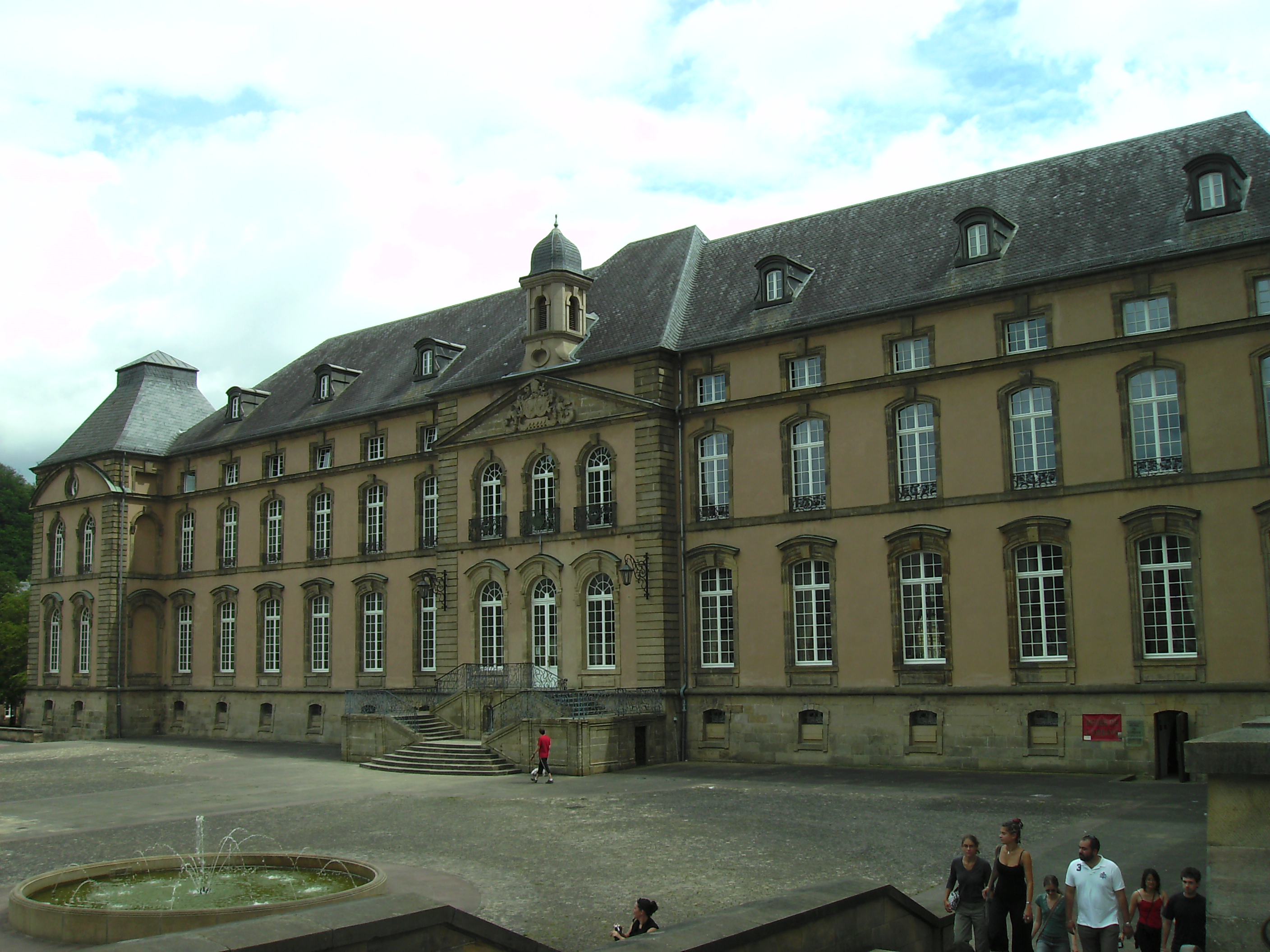
Abtei (Ostflügel)
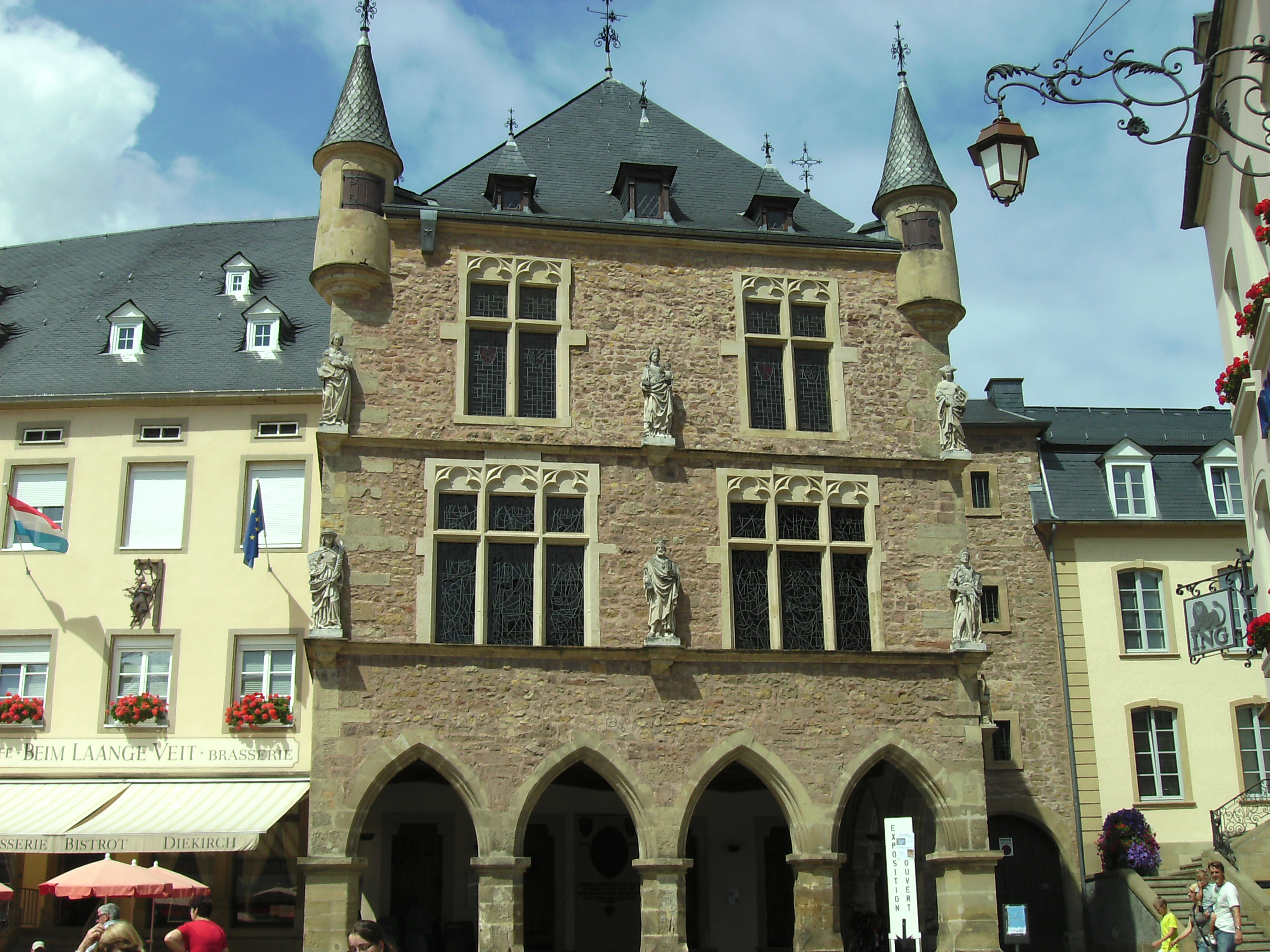
Gerichtsgebäude „Dënzelt“ mit Fassaden-Statuen
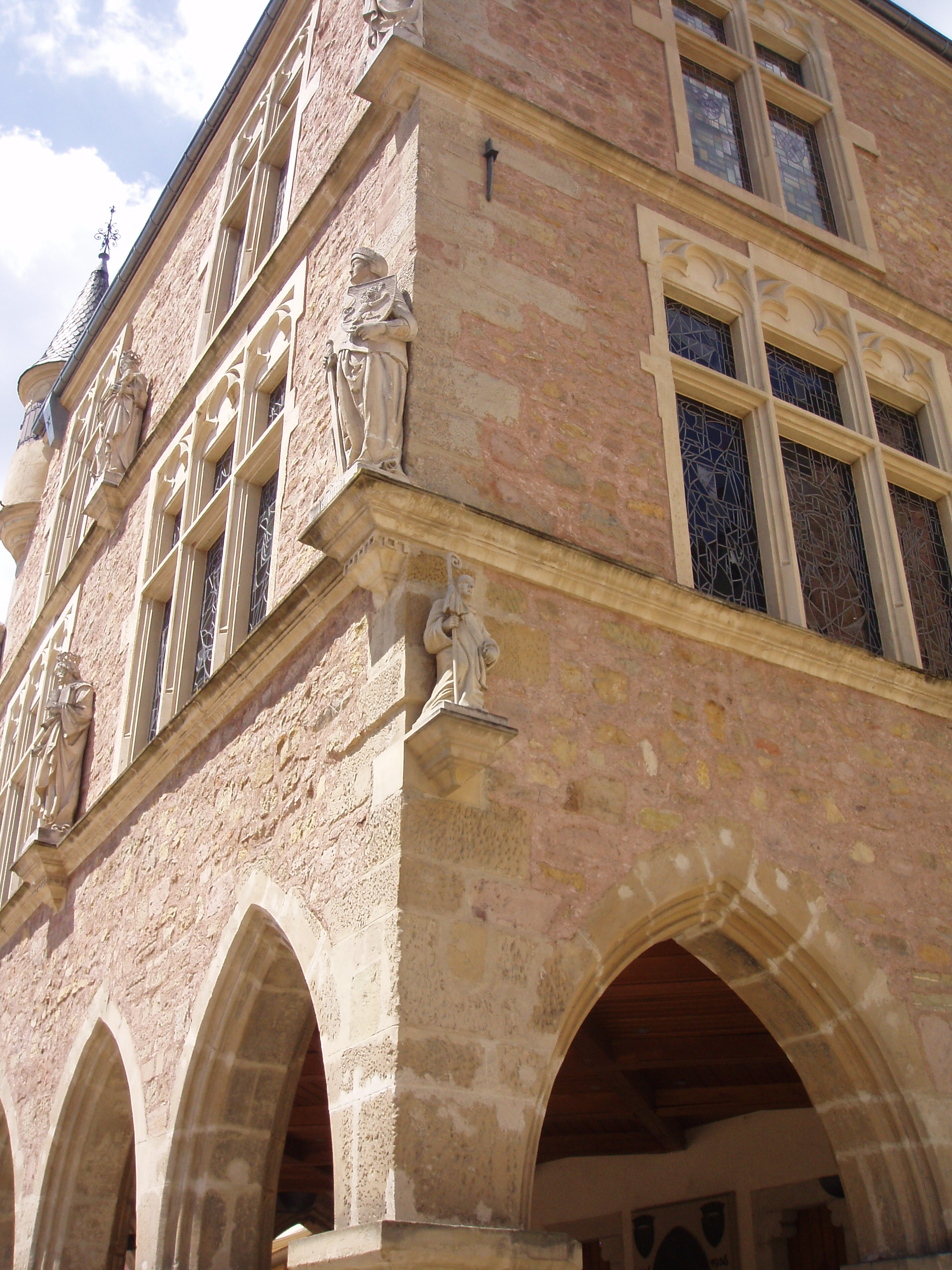
Detail am Dënzelt
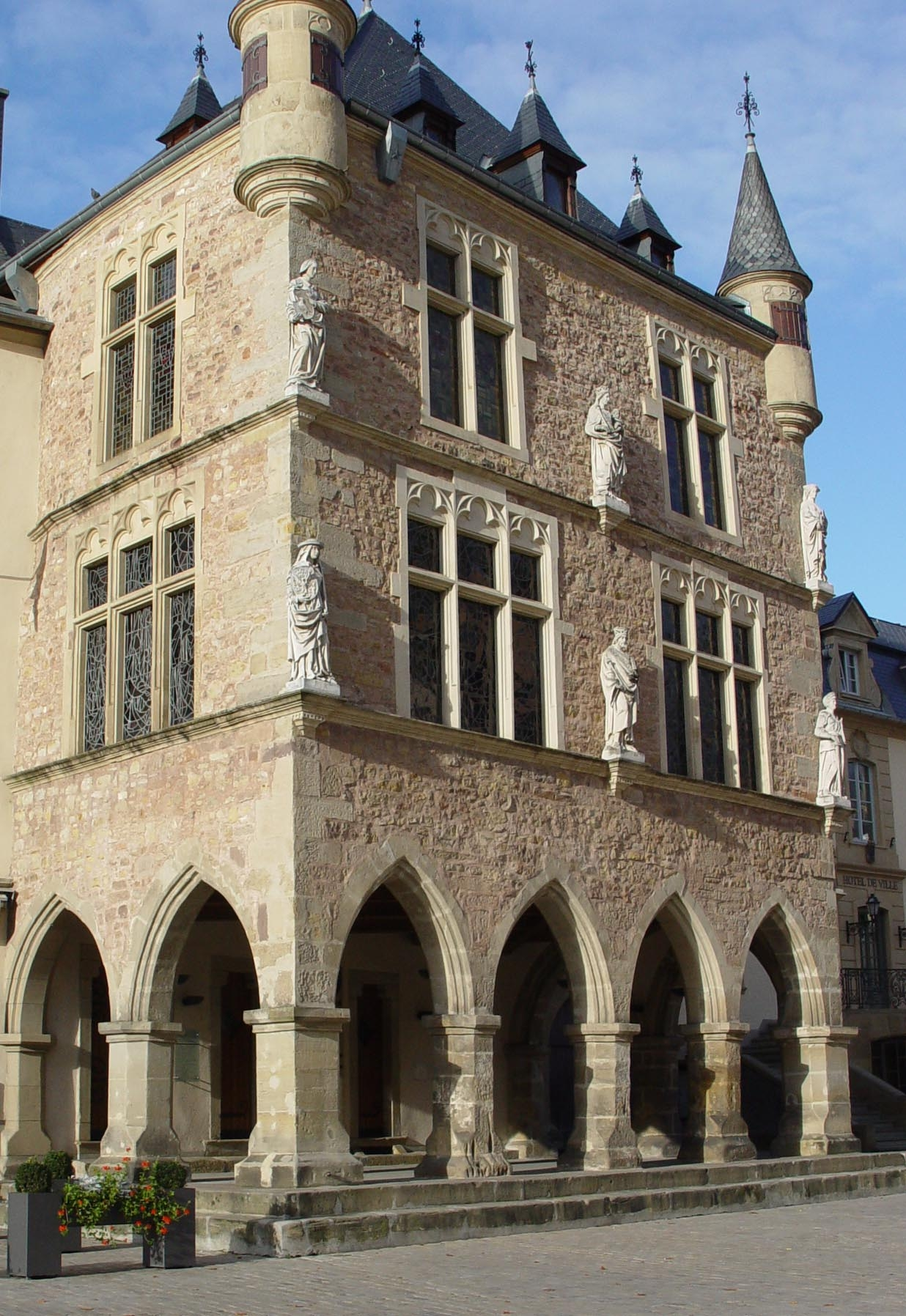
Dënzelt in Echternach
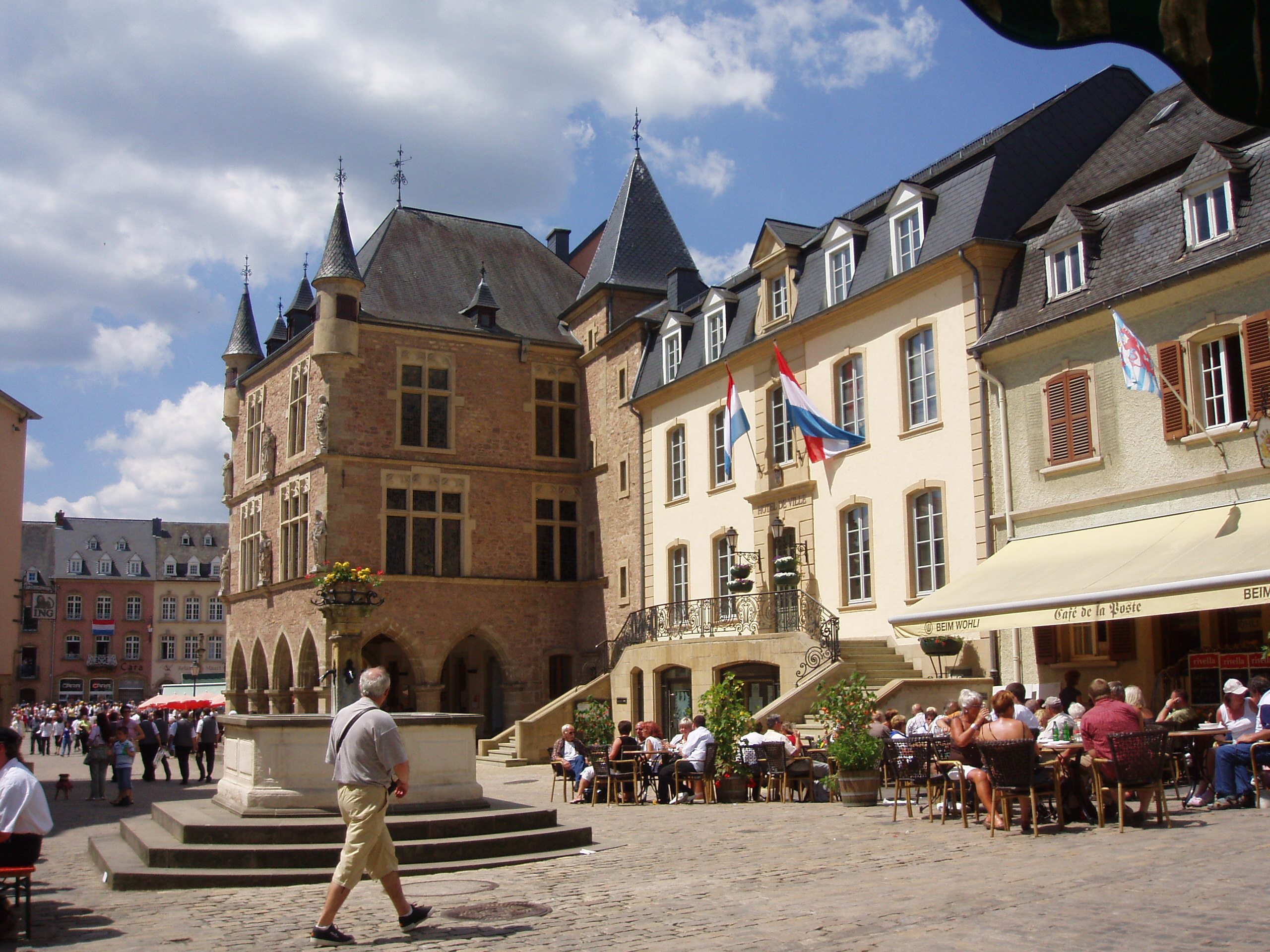
Innenstadt
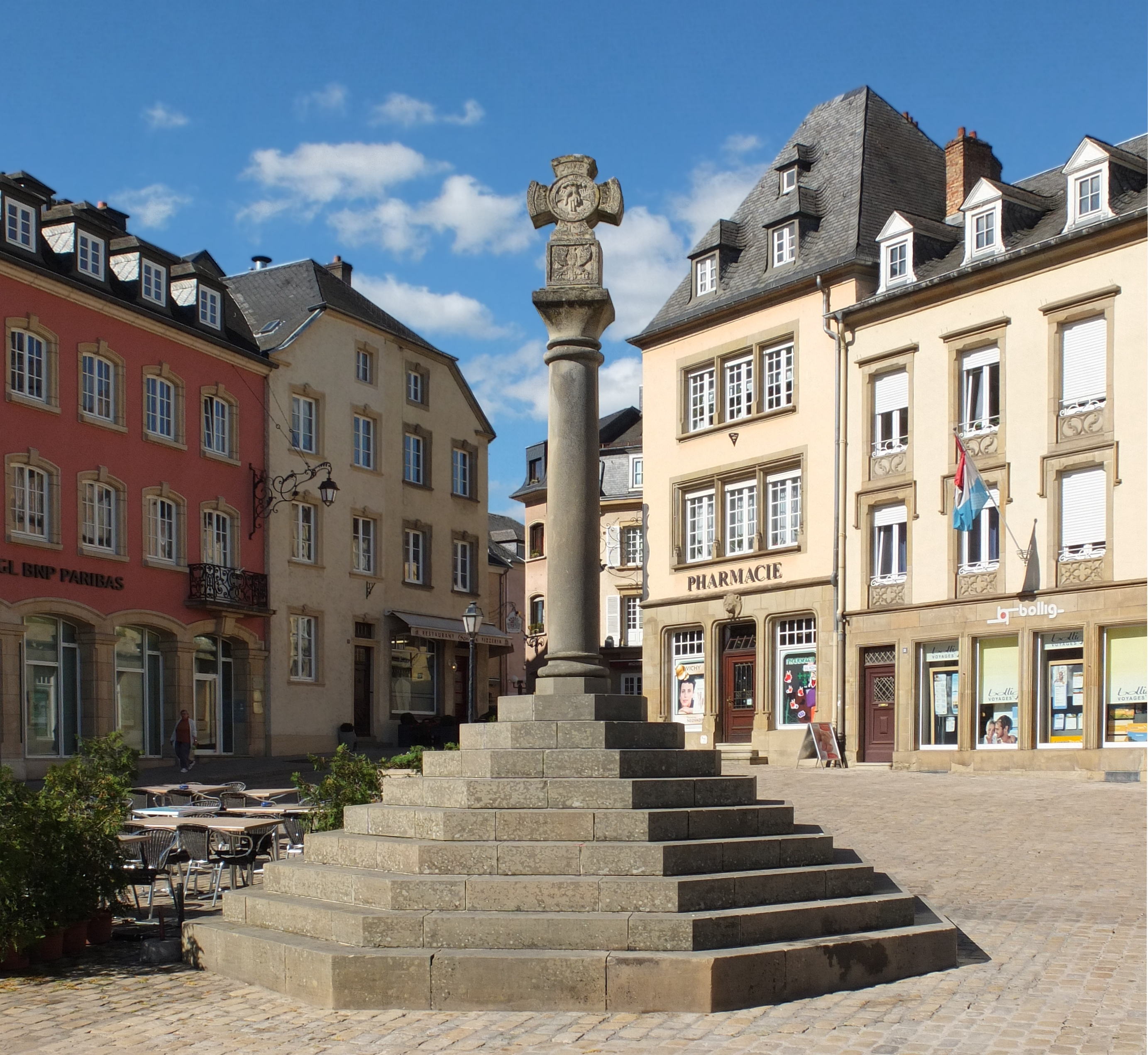
Justizkreuz
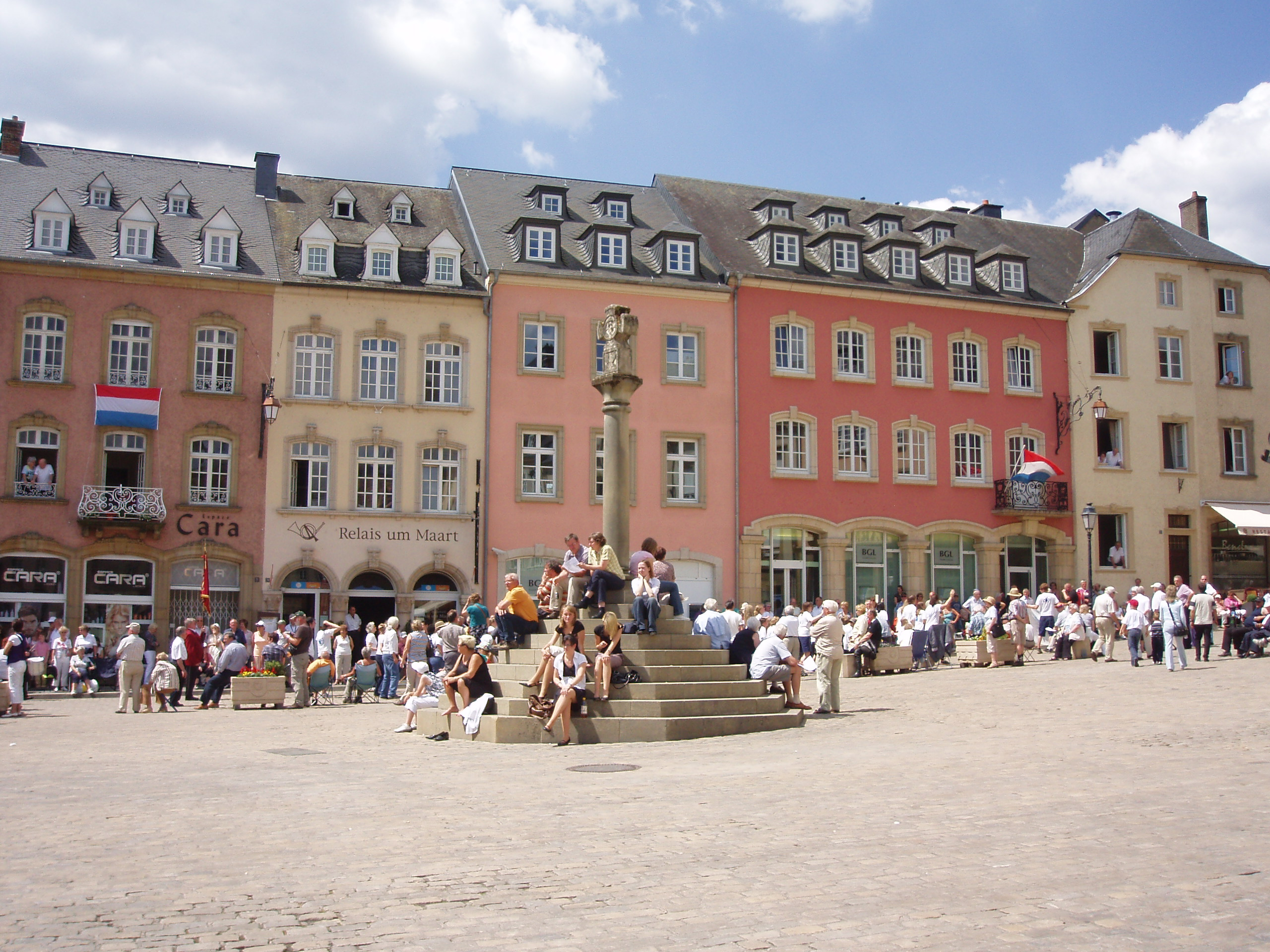
Springprozession auf dem Marktplatz
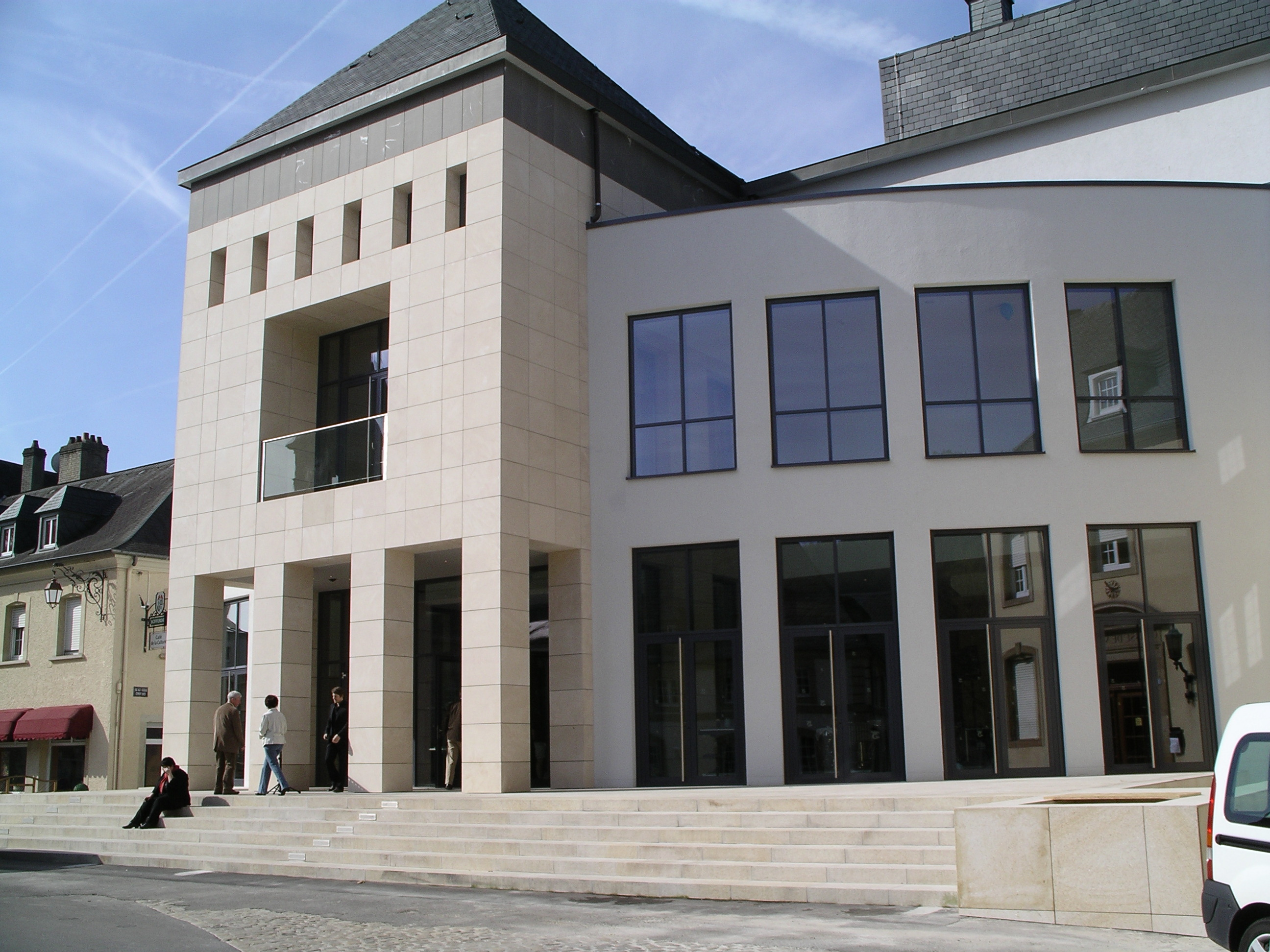
Trifolion
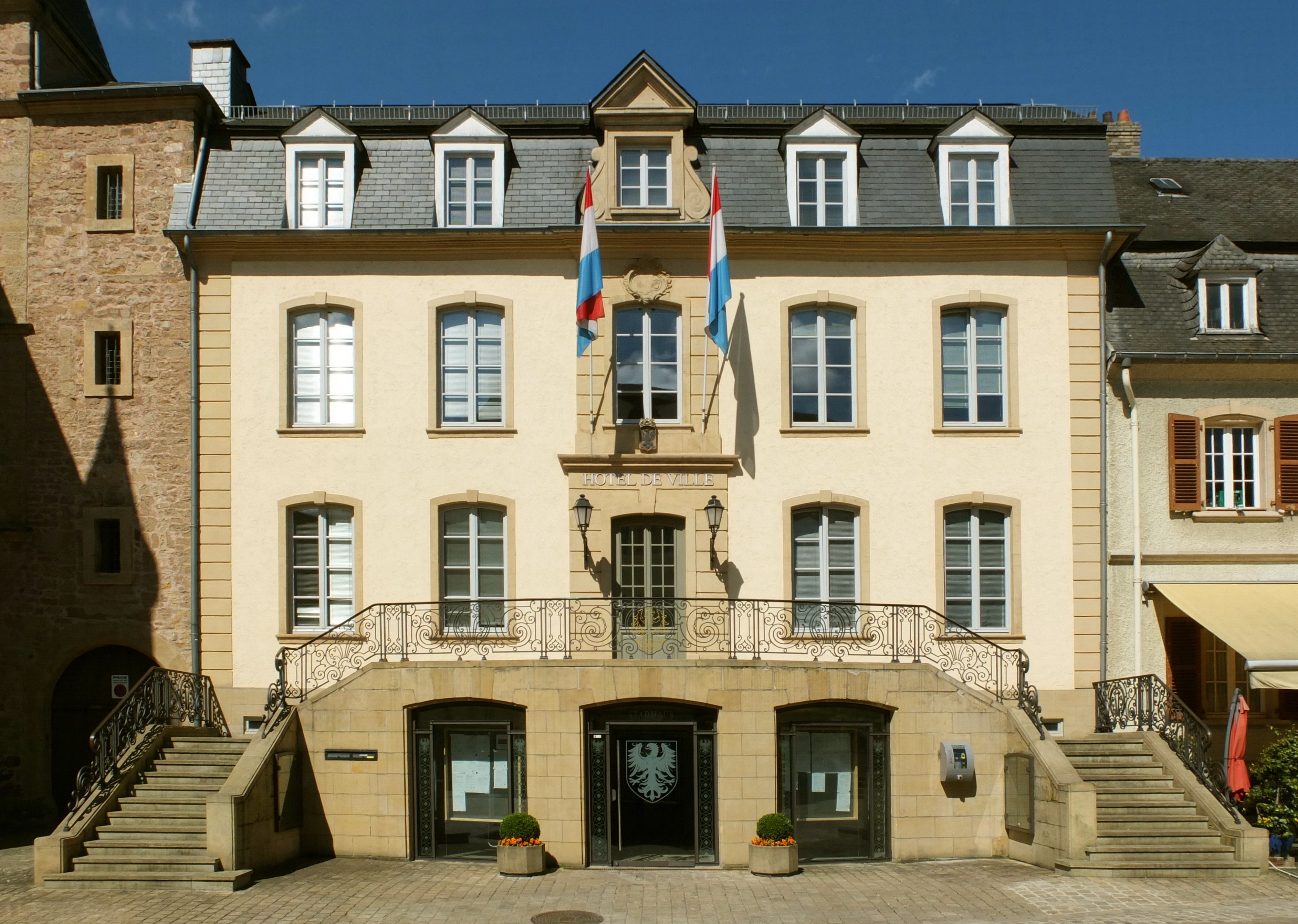
Rathaus

### Stadtmauer

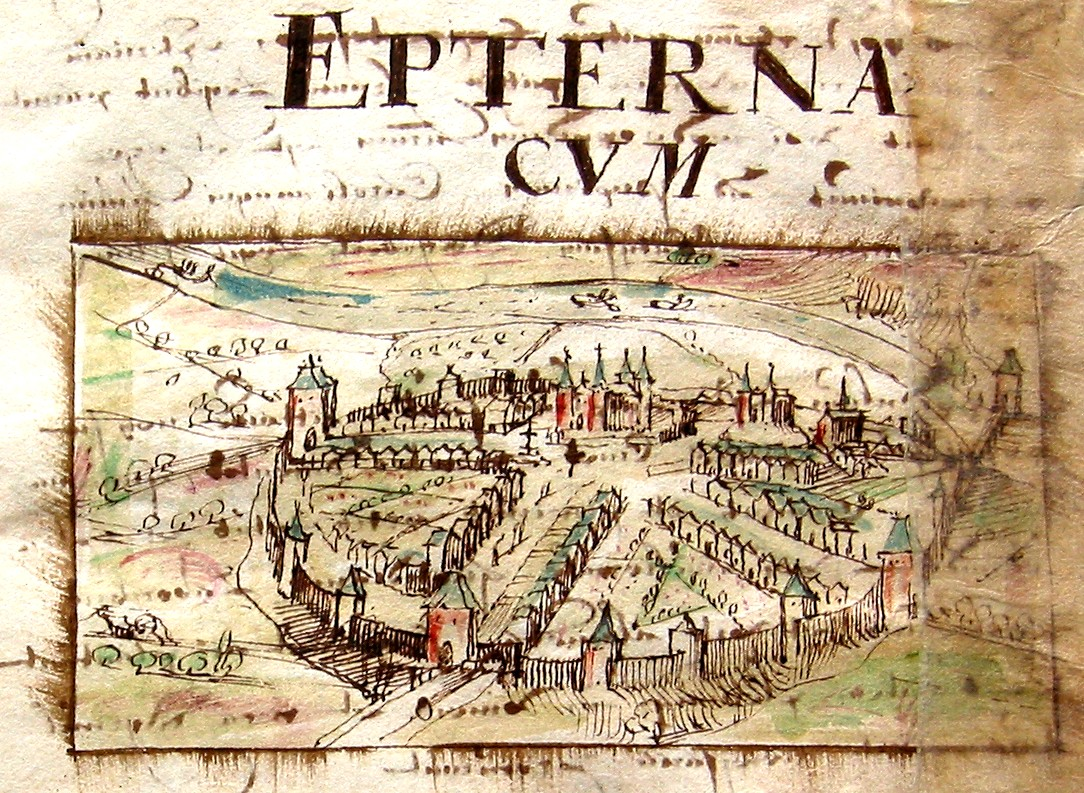
Zeichnung im Cartularium von Johannes Bertels (Archives Nationales de Luxembourg)
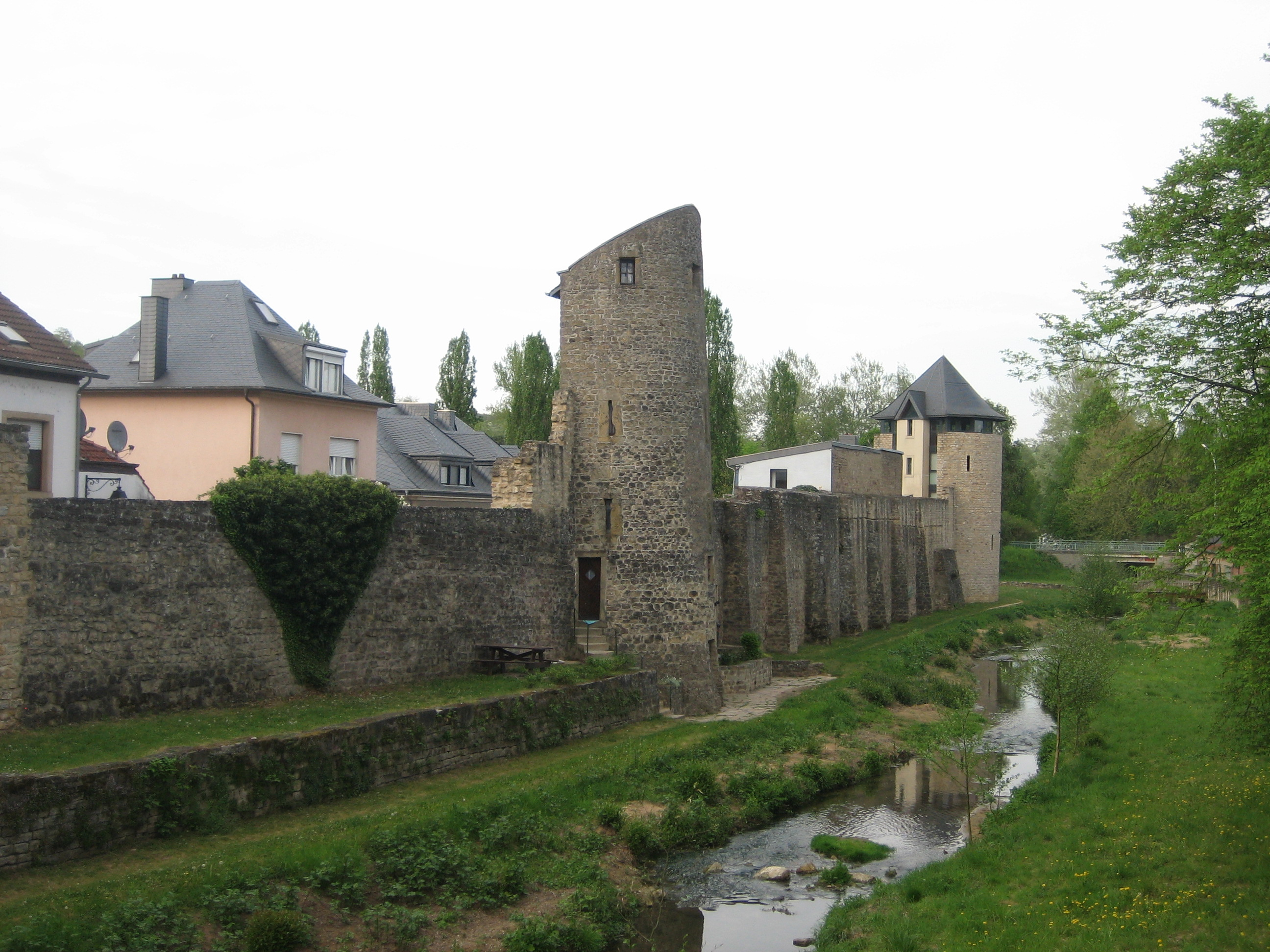
Südlicher Teil der Stadtmauer mit Wachtürmen
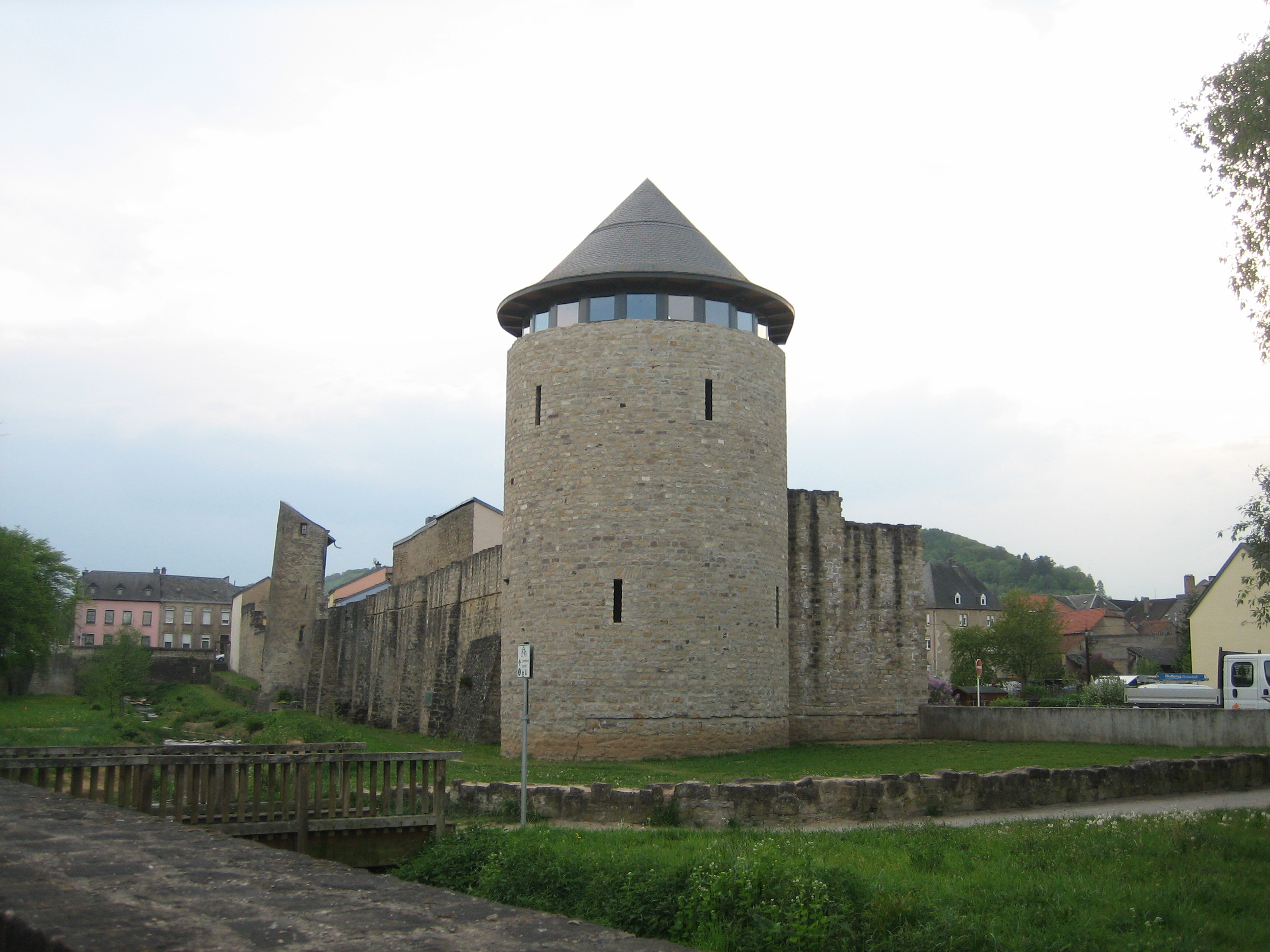
Stadtmauer mit rekonstruiertem (2001–2003) Ostturm
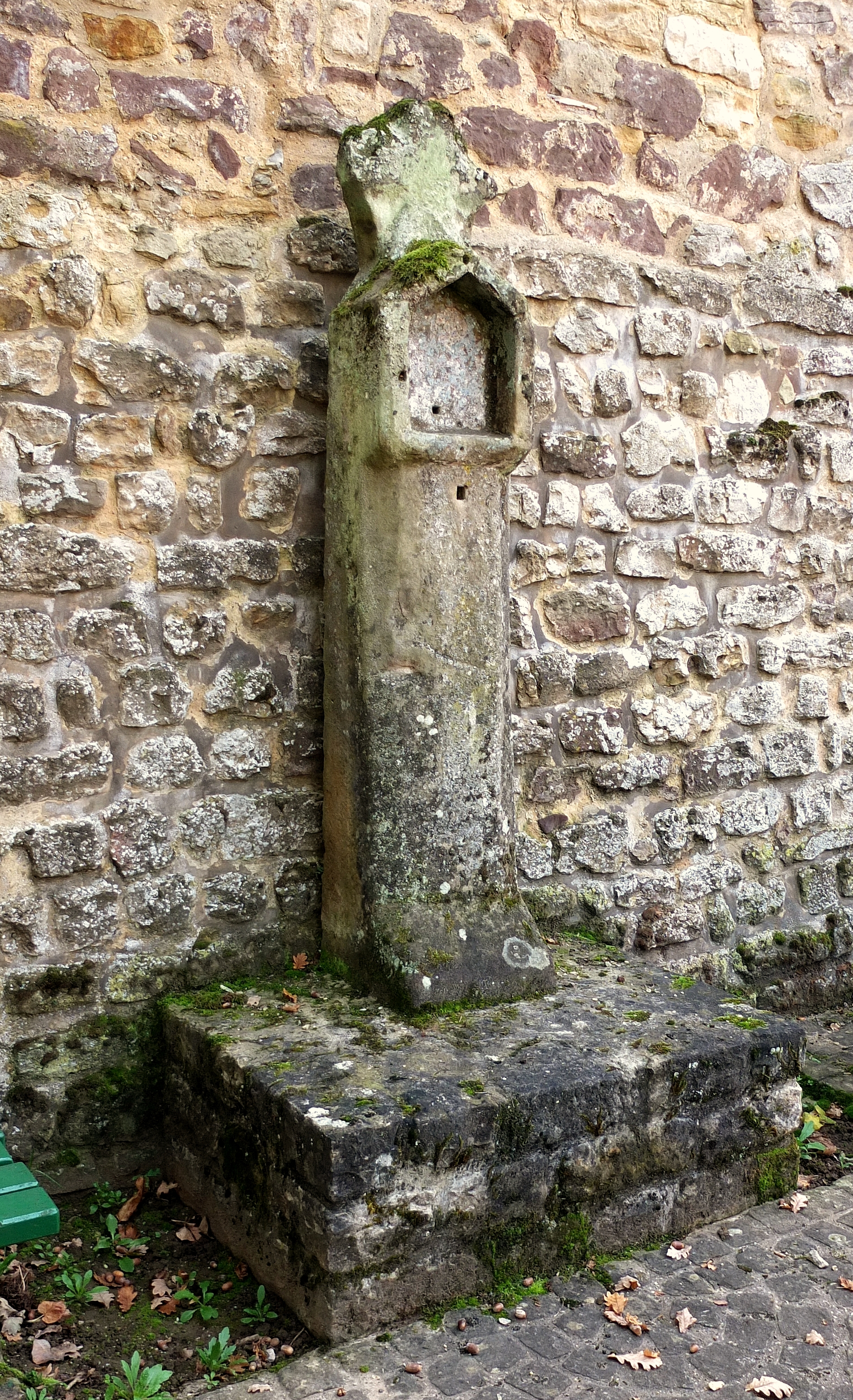
Wegekreuz (16. Jh.) an der Innenseite der Stadtmauer
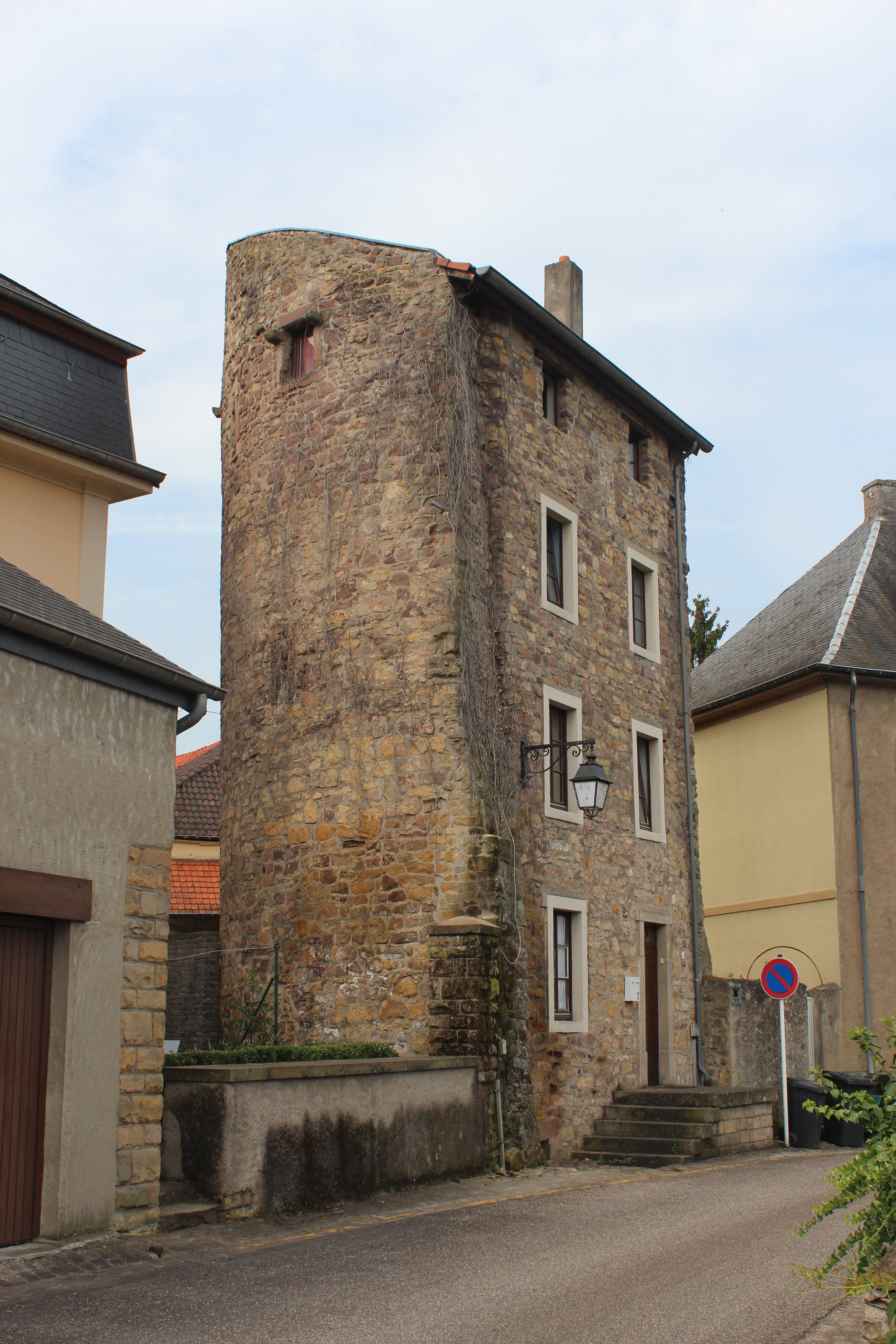
Früherer Wachturm, im 19. Jh. zum Wohnturm umgebaut

### Echternacher Springprozession

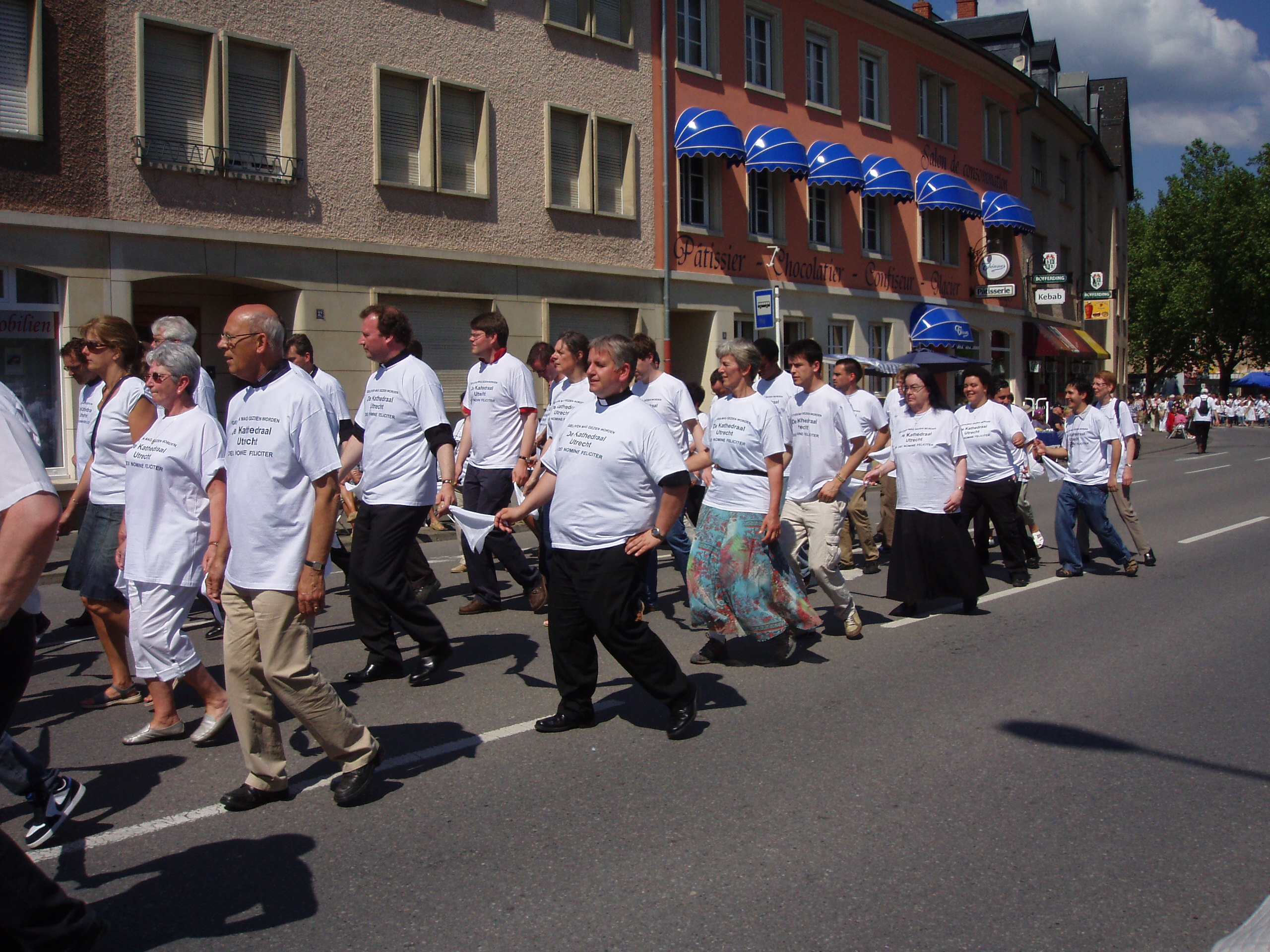
Echternacher Springprozession 2009

Am Dienstag nach Pfingsten findet die Echternacher Springprozession statt, eine jährlich zelebrierte Tanzprozession, die in ähnlicher Form auch im Trierer Stadtteil Biewer beim sogenannten Schärensprung ausgeführt wird. Bei der Springprozession „springen“ die Teilnehmer zu Marschmusik ausgehend vom Innenhof der früheren Abtei durch die Stadt zur Krypta in der Echternacher Basilika, der Begräbnisstätte des heiligen Willibrord. Mit der Prozession wird der Heilige geehrt, der von hier zu seiner Missionarstätigkeit nach Friesland aufbrach. An der Veranstaltung nehmen auch regelmäßig zahlreiche Gläubige aus den missionierten Gebieten teil.
Wie es zum Springen kam, ist nicht eindeutig geklärt. Eine Theorie besagt, dass die Sprünge auf die Bewegungen von Epileptikern zurückgehen, die sich von einer Pilgerfahrt Heilung ihrer Krankheit erhofften. Die neuere Forschung bevorzugt jedoch die These, dass die Springprozession viel älter als die Verehrung Willibrords ist und aus germanischen und frühchristlichen Kulttänzen hervorging.
Seit 2010 gehört die Echternacher Springprozession zum immateriellen Weltkulturerbe der UNESCO.

### Musikfestivals

#### Festival International Echternach
Die Echternacher Musikfestspiele wurden von den beiden Luxemburger Musikliebhabern Georges Calteux und Jean Kraft ins Leben gerufen. Im Jahre 1975 fanden sie schnell Freunde und Förderer. Unter ihnen auch der weltweit bekannte Pianist Cyprien Katsaris, der das Festival als musikalischer Leiter mehr als 30 Jahre lang prägte.
Adrien Meisch, ehemaliger Botschafter Luxemburgs und Musiker, schrieb als dessen Präsident von 1985 bis 2007 die Geschichte des Festival International Echternach maßgeblich mit. Von 2007 bis 2013 übernahm Georges Santer, derzeit luxemburgischer Botschafter in Paris, das Präsidentenamt. Dann folgte von 2013 bis 2017 Julien Alex, auch ehemaliger Botschafter, als Präsident. Adrien Meisch blieb dem Festival als Ehrenpräsident weiter verbunden.
Musikalische Größen wie Benny Goodman, Yehudi Menuhin, Mstislaw Rostropowitsch, Montserrat Caballé, Anne-Sophie Mutter, Gidon Kremer, Alfred Brendel oder z. B., Arcadi Volodos, Christian Zacharias oder George Benson (um nur einige wenige zu nennen), sind in Echternach ebenso aufgetreten wie Nachwuchs oder Preisträger aus dem In- und Ausland. Zahlreiche Werke gelangten in Echternach zur Uraufführung. Sie sind im Auftrage des Festival International Echternach entstanden zur Förderung junger Komponisten.
Musikalisch spannt das Festival einen Bogen von mittelalterlichen Klängen bis zur Klassik und von Jazz bis zur Weltmusik. Von 2008 bis 2017 findet im Rahmen des Echternacher Festivals im September auch ein Jazzfestival statt.
Aufführungsorte sind: die Basilika, die Peter-und-Paul Kirche und seit 2008 das Kulturzentrum Trifolion u. a.
2017 war es das Aus des Festival International Echternach. Nach einem Jahr Pause wurde 2019 das Echterlive (Open-Air-Festival) ins Leben gerufen.

#### E-Lake Festival
Die Idee eines Festivals wurde 1983 unter dem Motto "ACTING FOR YOUNG PEOPLE!" aufgrund des Mangels an Attraktionen in der Region Echternach geboren.
Mit der Magie der Musik aller Genres wendet sich das Musikfestival "e-Lake" an die Mehrheit der jungen Menschen und versucht, sie am Ufer des Echternacher Sees zusammenzubringen. Es ist ein Festival, das ausschließlich von Jugendlichen für Jugendliche organisiert wird. Und da man die finanzielle Situation junger Menschen sehr gut kennt, wäre es immer das Ziel, den Besuchern eine Veranstaltung mit kostenlosem Eintritt vorzustellen!
Die Musikstile umfassen Rock und Pop, Electro und House bis Reggae.
Angesichts des wachsenden Erfolgs der Veranstaltung freuen sich die Mitglieder des Jugendclubs Echternach (CJE), jedes Jahr ein attraktiveres Musikfestival zu organisieren.

## Persönlichkeiten
Söhne und Töchter der Stadt
- Heinrich IV. (1112–1196), Graf von Luxemburg
- Johannes Holler (1614–1671), Weihbischof in Trier und Rektor der Universität Trier
- Charles Munchen (1813–1882), Rechtsanwalt und Politiker
- Jos Namur (1823–1892 ebenda), Apotheker und Gymnasialprofessor
- Caspar Mathias Spoo (1837–1914), Industrieller und Politiker
- Rudolf Palgen (1895–1975), Romanist, Italianist, Germanist und Danteforscher
- Albert Hoefler (1899–1950), Journalist, Literaturkritiker, Dichter und Romancier
- Robert Schaffner (1905–1979), Politiker (DP), unter anderem zweimal Bürgermeister von Echternach
- François Gillen (1914–1997), Künstler
- Paul Spang (1922–2009), Historiker und Archivar
- Victor Conzemius (1929–2017), Kirchenhistoriker
- Jules Hoffmann (* 1941), Biologe und Nobelpreisträger für Physiologie oder Medizin
- Hans Günter Hockerts (* 1944), deutscher Historiker
- Carole Dieschbourg (* 1977), Politikerin

Personen die am Ort gewirkt haben
- Michael Franz Josef Müller (1762–1848), Schöffe des Hochgerichts, Deputierter der Landstände und Friedensrichter